# Cheval en Bretagne
Ne doit pas être confondu avec Équitation en Bretagne ou Breton (cheval).
Vous lisez un « article de qualité » labellisé en 2015.

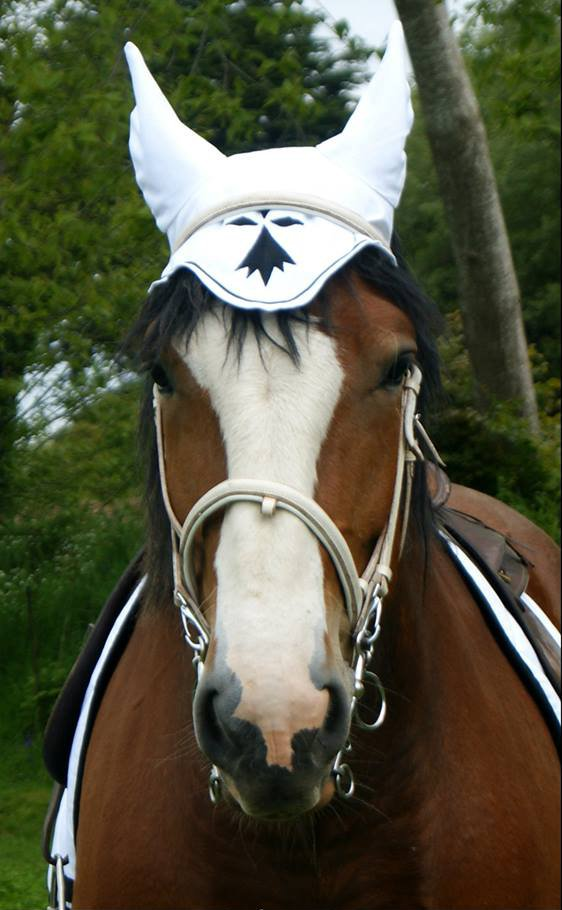
Jument postier breton parée des couleurs de la Bretagne.

Le cheval en Bretagne a une nette importance historique, économique et culturelle, depuis son introduction souvent attribuée aux Celtes. En Bretagne, le cheval, généralement un bidet breton, est essentiellement employé comme animal de selle jusqu'au milieu du XIXe siècle. La plupart des éleveurs se spécialisent ensuite dans le cheval de trait et d'attelage avec l'amélioration des routes. Ils s'implantent surtout à l'ouest, en Basse-Bretagne, dans le Trégor et le Léon. Le cheval de trait Breton, animal de travail réputé, s'exporte en très grand nombre au début du XXe siècle, depuis Landivisiau.
L'élevage du cheval en Bretagne concerne aussi des races légères, notamment les chevaux de course qui naissent avec la multiplication des hippodromes, en particulier le cheval de Corlay. Si l'élevage du cheval de trait Breton reste prédominant, les sports équestres sont désormais bien implantés. Jadis force de traction des paysans et auxiliaire des forces armées, le cheval a changé de rôles, mais il suscite toujours un fort attachement. La Bretagne compte cinq pôles hippiques dont les haras nationaux de Lamballe et d'Hennebont. Le cheval est au cœur de nombreuses traditions bretonnes, incluant des pardons, des contes, des légendes et des chansons.

## Histoire
Plusieurs théories concernent l'arrivée des premiers Equus (ferus) caballus en Bretagne. Selon les ouvrages de vulgarisation, l'espèce est apportée au cours de migrations aryennes depuis l'Asie, voici plus de 4 000 ans. Une variante mentionne que ces chevaux asiatiques se sont mêlés à une population équine locale. Quoi qu'il en soit, le cheval domestique arrive en Europe à la faveur de migrations indo-européennes, entraînant avec lui de profonds changements culturels. Sa présence en Armorique est certaine vers -750 / -1000 ; elle s'accroît vraisemblablement vers -500.
La Bretagne est réputée pour la place importante que le cheval y a toujours tenue, et pour son histoire de terre d'élevage équin, tout comme la Normandie avec laquelle elle est fréquemment entrée en concurrence. C'est l'actuel département du Finistère (Basse-Bretagne historique) qui possède le plus fort lien avec le cheval, particulièrement le pays de Léon. Au cours de son histoire sous l'Ancien Régime, la Bretagne a toujours exporté des chevaux. Un certain nombre de sources sont biaisées, car émanant de l'administration des haras nationaux français. Selon Daniel Roche, ces sources évoquent souvent la population chevaline bretonne sous les termes d'« abondance » et de « médiocrité », bien que les animaux locaux répondent avant tout aux besoins des cultivateurs habitant la Bretagne. L'opinion générale des haras est que les Bretons aiment les chevaux, mais ne savent pas les élever.

### Antiquité
De petits chevaux sont élevés par les guerriers celtes avant leur conquête de la Grande-Bretagne. Il existe de très solides preuves de l'importance du cheval parmi la civilisation celtique, domestiqué et non chassé. Animal surtout militaire, il s'implante en Armorique comme l'attestent de nombreuses pièces de monnaie à son effigie, bien qu'il n'existe pas d'estimation de la population équine à l'époque.
Les sources romaines (notamment César) évoquent par contre des tabous alimentaires chez les tribus d'Armorique. L'hippophagie est probablement sacrilège ou illégale. Les Romains ne sont pas un peuple cavalier. Cependant, leurs unités de cavalerie principalement d'origine étrangère, et notamment d'Afrique du Nord, ont peut-être laissé une trace sur le cheval breton.

### Moyen Âge

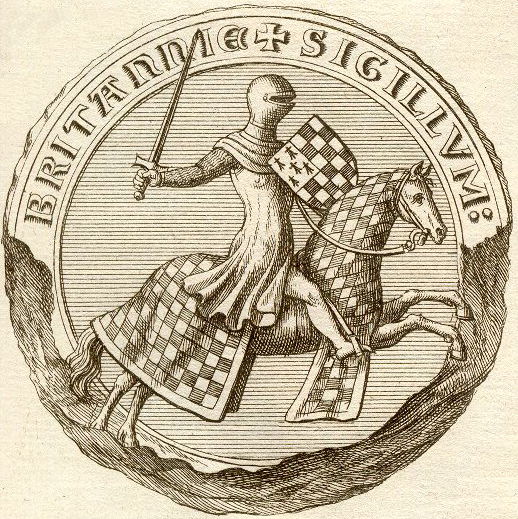
Sceau de Jean Ier de Bretagne.

Au Moyen Âge, le cheval devient le symbole d'une élite aristocratique en raison de son coût d'achat et d'entretien. Des efforts d'élevage sont entrepris pour obtenir les meilleurs animaux possible, si besoin en important à grand frais des reproducteurs étrangers. Cet élevage bien documenté à partir de l'an mil est presque entièrement entre les mains des seigneuries et des communautés religieuses, qui rivalisent (les paysans ne possèdent vraisemblablement pas plus d'une ou deux juments). Le duché de Bretagne est autosuffisant voire exportateur. Il fait naître des montures dont la qualité est attestée par de nombreuses sources. Le palafre de Bretanha, palefroi de Bretagne, est renommé au-delà de ses frontières. La Bretagne demande, durant tout le Moyen Âge, un grand nombre de chevaux pour les usages militaires. Seuls les mâles sont employés, pendant que les femelles sont mises à la reproduction. Ces animaux sont élevés de manière semi-sauvage, dans les forêts et sur la lande, ce qui leur confère vraisemblablement une grande résistance. Ils sont rassemblés en cas de besoin par les sujets qui habitent les terres d'élevage, à titre de corvée. Le seigneur choisit ses bêtes le premier.
Vers l'an mil, l'abbaye de Redon dispose d'un haras. En 1108, les archives de Vannes relatent que le père abbé offre un cheval à un certain Alain Fergent pour 300 sous, une somme énorme à l'époque. En 1213, la maison de Rohan (qui par ailleurs porte un intérêt tout particulier à l'élevage équin) obtient neuf étalons égyptiens et les place dans les forêts de Quénécan et de Poulancre. Olivier Ier de Rohan interdit toute exportation de cheval mâle issu de ces étalons arabes. En 1225, un don d'Alain III de Rohan concerne la moitié des chevaux semi-sauvages de Quénécan pour l'abbaye du bon repos, qu'il a fondée en 1184 près de Gouarec. L'abbaye obtient un peu plus tard un droit de pâture sur ces mêmes terres. Une chronique affirme que Jean le Roux achète la ville de Brest vers 1260, contre une haquenée blanche et 100 livres de rente. Par un acte signé en 1269, Aliénor de Porhoët, dame de la Chèze, cède ses haras sauvages de la forêt de Loudéac aux Rohan. Les terres sont distribuées à certains de leurs vassaux pour qu'ils y établissent des haras, si bien qu'à la fin du Moyen Âge, la maison de Rohan possède des haras sauvages dans le Léon, le Porhoët et Lanoué. En 1479, ils détiennent 500 chevaux dans la seule forêt de Loudéac. En 1300, le seigneur de Loudéac Sevestre de la Feuillée établit en partie sa fortune sur le commerce des chevaux. Pendant la guerre des deux Jeanne, 300 montures des chevaliers de Jeanne de Flandre proviennent de Brec'h. La maison de Laval établit également des haras, dont l'existence est confirmée en 1467, dans la forêt de Brecelien (Paimpont). En 1481, la montre de la noblesse à Quimper permet d'y recenser plus de 4 000 chevaux. Les ducs de Bretagne ont certainement encouragé l'élevage et l'utilisation des chevaux chez les seigneurs vassaux, la chevalerie imposant de posséder et maîtriser cet animal.
La noblesse bretonne prend très souvent soin de consigner par écrit les dons et legs de chevaux, en donnant des détails sur leur physique, leur robe ou encore leur nom. L'animal est un cadeau précieux témoignant d'une haute estime ; ainsi, le duc de Lancastre offre un cheval à Bertrand Du Guesclin pour le remercier de ses prouesses au siège de Dinan. C'est sur un destrier breton que Du Guesclin aurait renversé seize adversaires au tournoi de la place des Lices à Rennes, en 1338. À sa mort en 1380, ses montures sont bénies par l'imposition des mains de l'évêque.

### XVIeetXVIIesiècles
La fin de la féodalité et les guerres de religion au XVIe siècle entraînent un déclin de l'élevage chevalin. Malgré quelques attestations de la poursuite de l'élevage à la fin du XVIe siècle, il semble que les haras sauvages périclitent. Seul un petit groupe de chevaux est signalé dans la forêt de Loudéac en 1613. Quelques riches propriétaires laissent leurs étalons gratuitement à la disposition de leurs fermiers et métayers pour en perpétuer l'espèce, mais l'attirance pour la vie de cour à Paris entraîne l'abandon de ces élevages. À partir du XVIIe siècle, l'influence française se fait nettement sentir. Jusqu'à la fin du XIXe siècle, de nombreux chevaux sont importés en Bretagne pour « améliorer » les animaux locaux, depuis le Danemark, le Holstein, l'Espagne, la Normandie ou encore l'Angleterre. La pénurie de chevaux dans le royaume de France devient telle que l'établissement des Haras nationaux vise à y remédier. En 1664, Jacques de Solleysel écrit qu'« il sort de la Basse-Bretagne, tous les ans, huit à dix mille chevaux assez communs ; mais les meilleurs viennent des trois évêchés : Tréguier, Léon et Cornouaille ; surtout Tréguier, car on tient pour assuré qu'il y a plus de vingt mille cavales dans ce seul évêché. Jugez de cela que si on avait eu de bons étalons, au lieu des chevaux qui servent pour des chasses-marées et pour des fourgons, on y élèverait des chevaux propres pour servir à la guerre, à la chasse, et aux équipages des grands seigneurs ; desquels le particulier et le public tirerait un notable avantage, et au triple de celui qu'il a eu jusqu'à présent ». Deux ans plus tard, le 10 janvier 1666, un édit de Colbert établit officiellement des haras nationaux en Bretagne :

« Nul étalon, en principe, ne peut saillir s'il n'a pas été distribué, ou à la demande du parlement de Bretagne, approuvé par l'État, c'est-à-dire des gentilshommes commissaires-inspecteurs. »

— Jean-Baptiste Colbert, Edit du 10 janvier 1666 pour la création de l'institution des Haras de Bretagne
La mesure est tardivement votée par le Parlement de Bretagne, en 1685. 20 000 livres sont investies pour acheter des étalons à l'étranger, puis les confier à des garde-étalons disséminés dans toute la province,. Gabriel Calloet-Kerbrat reproche alors aux éleveurs locaux de nourrir leurs animaux de légumes et de plantes au lieu d'avoine et de foin, et de les faire saillir trop tôt. Il conseille le croisement de la jument bretonne avec des étalons d'Allemagne et d'Angleterre, signalant aussi l'exportation de 7 à 8 000 bêtes par an. Cette théorie du croisement des races pour leur amélioration correspond aux idées de l'époque. Le Boucher du Crosco, membre de l'Académie royale d'agriculture de Bretagne, est très critique envers les chevaux bretons qu'il trouve sans distinction et trop petits (entre 1,15 m et 1,52 m). Il propose un plan pour assurer à la province un commerce, dont l'établissement des courses hippiques sur le modèle de l'Angleterre. De même, le directeur général des haras Pontchartrain signale en 1700 la difficulté à trouver de bons animaux. Le règlement des haras pour « améliorer » les chevaux est appliqué par la contrainte sur les locaux. Desclouzeaux, intendant des haras de Brest, parle en 1689 des « légères amendes » qu'il fait infliger aux propriétaires de « médiocres » bidets pris à errer et à couvrir des juments.
Les exportations de chevaux doublent entre le XVIIe siècle et le XVIIIe siècle. La statistique établie en 1690 montre que 334 étalons nationaux sont répartis, dont 109 dans les évêchés de Saint-Pol-de-Léon, Tréguier et Nantes, permettant la naissance de 8 500 poulains la même année.

### XVIIIesiècle

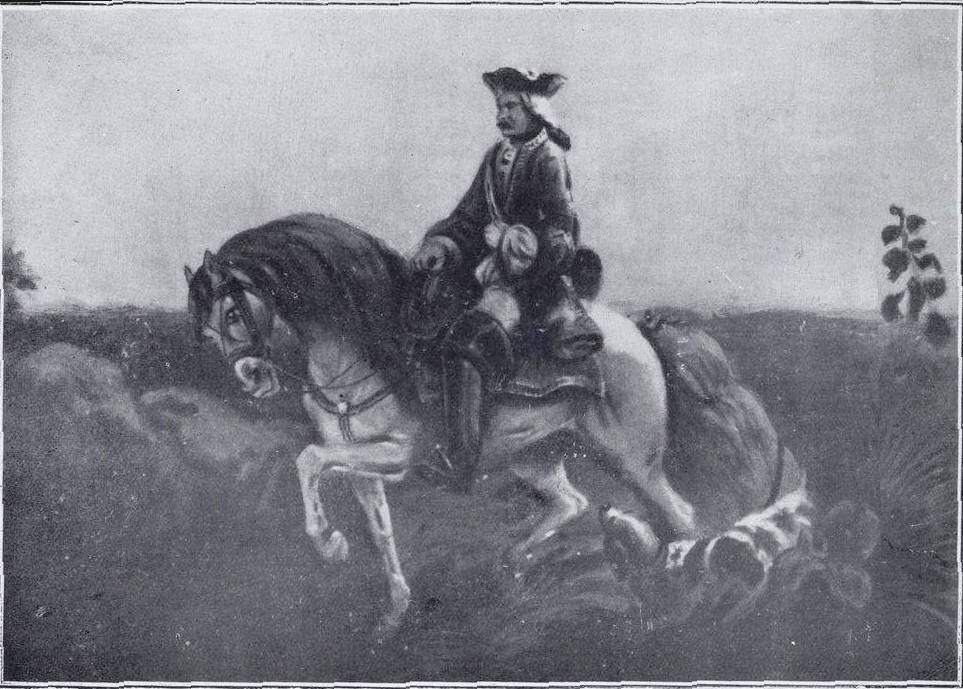
Seigneur breton partant à la chasse.

Au XVIIIe siècle, le transport hippomobile se développe très nettement. Des infrastructures adaptées voient le jour : auberges et relais de poste, qui demandent des chevaux de rechange. L'amélioration des routes en Bretagne pousse à modifier le bidet, jugé comme un mauvais cheval, afin de le rendre plus rapide et plus fort, mieux adapté à la traction : ce sont les prémices de l'élevage du cheval de trait Breton. Les grandes routes sont établies en 1758 dans la province, et en juin 1776, un service de transport hippomobile régulier assure les liaisons en diligence entre différentes villes de Bretagne. Les éleveurs parviennent à devenir premiers dans l'élevage des chevaux de travail. Cette production florissante fait les beaux jours du pays de Léon, dans l'actuel Nord du Finistère. En 1715, un inspecteur des haras témoigne en visitant le Léon que les chevaux y sont élevés de manière « sauvage » et à l'économie, laissés libres dans de vastes pâturages et par tous les temps : il s'agit toujours d'un élevage sauvage sur les landes incultes. En 1768, 28 000 chevaux sont exportés de Bretagne. D'autres sources, provenant de Gallois de la tour et l'intendant de Nointel, évoquent chacune environ 12 000 chevaux exportés chaque année. Deux types émergent : le « cheval de Léon », ou léonais, plus volumineux et plus proche du cheval de trait, et le « cheval du Conquet », plus léger, de type coursier. À la fin de l'Ancien régime, Chabert dévoile des conditions d'élevage qui ont évolué dans le Léon. Désormais, les chevaux vivent dans des « crèches », abrités des intempéries. L'élevage passe du système sauvage au système artificiel. Le nombre de chevaux augmente aussi nettement au milieu du XVIIIe siècle, passant de 164 000 au recensement de 1733 à 201 868 selon celui de 1754.

#### Administration des haras sous l'Ancien Régime
Dans ses mémoires, le duc d'Estrées évoque la naissance de 24 000 chevaux chaque année en Bretagne, et 30 000 livres d'investissement annuels de l'État français en faveur de cet élevage jusqu'en 1717. Le règlement de l'administration des haras de province est édité en 1717, précisant dans son préambule que la Bretagne est la région du royaume de France « la plus propre à élever et à nourrir des chevaux ». L'intervention de l'État français est très stricte envers les éleveurs locaux, qui reçoivent des amendes si leurs juments ne sont pas présentées aux inspecteurs ou si leurs propres étalons sont pris à errer librement. Après la mort de Louis XIV, les États de Bretagne s'élèvent contre le financement des étalons étrangers. Désireux de retrouver de l'indépendance, ils exigent de choisir eux-mêmes les inspecteurs et les étalons. Les fonds sont supprimés, puis rétablis en 1727. Les chevaux des haras sont marqués d'une hermine sur la fesse, surmontée par l'initiale de l’évêché où ils sont stationnés. De 1727 à 1761, des centaines d'étalons étrangers sont importés pour influencer le cheptel breton. Aucun changement n'est visible et les croisements sont souvent des échecs. Les étalons de 1,65 m acquis à l'étranger ne peuvent se reproduire avec les « bidettes » locales d'1,32 m en moyenne, ce qui ruine les cultivateurs dont les poulains se vendent mal. En 1755, l'importance de bien choisir la poulinière ayant été établie, 250 juments étrangères gagnent la Bretagne. Malgré tous ces croisements, la plupart des chevaux de Bretagne retrouvent leurs caractères ancestraux. Cependant, en 1762, Fleuriot de La Fruglaye regrette la disparition du bidet breton de Cornouaille en raison des croisements.
Cette situation créée un dégoût envers l'administration des haras et les étalons étrangers. Les haras nationaux se désintéressent peu à peu des régions montagneuses de Bretagne intérieure, qui ne disposent d'aucun étalon importé. Cependant, en 1762, un ordre est donné pour supprimer les étalons des cultivateurs locaux qui élèvent des bidets : le rapport de monseigneur l'évêque de Vannes préconise la distribution de primes aux plus beaux poulains de 3 et 4 ans dans chaque évêché breton, en discriminant les bidets locaux pour forcer les cultivateurs à élever une autre race,. En 1756, un édit ordonne aux éleveurs de tailler ou couper une oreille aux animaux de qualité supérieure, de manière à les différencier. Un mémoire remis en 1774 atteste de nombreuses résistances à ce règlement coercitif des haras. En 1781, l'intendant Caze de la Bove accuse « la paresse et la routine des Bretons [qui] ne cherchent pas à croiser les races ». De 1785 à 1787, les délibérations concluent à la création de 9 nouveaux haras en Bretagne, répartis dans les différents évêchés. En 1789, un haras établi à Saint-Pol-de-Léon est peuplé de chevaux napolitains.

#### Période révolutionnaire
Le 29 janvier 1790, les haras sont abolis en Bretagne comme dans toute la France, au grand soulagement des cultivateurs dont de nombreuses doléances sont conservées,. Lorsque survient la Révolution française, le grand nombre de réquisitions et l'abandon des élevages par la noblesse portent des coups durs à cette économie. Les étalons royaux sont dispersés aux enchères par les États de Bretagne. Le district de Saint-Brieuc est le premier à vendre tous les siens, le 1er décembre 1790. Celui de Dinan vend un étalon sur trois au début de 1791, cédant les deux tiers restants au service des paroisses. À Brest, sept étalons sont vendus le 3 janvier.
L'assemblée constituante dissout les haras sans rien proposer pour les remplacer, dans un contexte où les besoins augmentent alors que l'élevage diminue. Les réquisitions se succèdent. En 1793, la levée en masse entraîne en réponse le mouvement de la chouannerie. Municipalités et cultivateurs bretons sont alors tiraillés entre demandes de la République et résistance chouanne. Le 10 germinal an VIII (31 mars 1800), une réquisition décidée à Rennes exige 962 chevaux du seul département des Côtes-du-Nord. La résistance s'organise, des maquignons achetant des chevaux aux cultivateurs pour les revendre dans les régions voisines. Un nouvel ordre étend la réquisition aux chevaux âgés de 4 ans, et mesurant moins de 4 pieds et 6 pouces (1,37 m). Le prix payé aux cultivateurs est peu élevé, au regard de la valeur des bêtes. Cette sévérité est sans doute liée à la répression de la chouannerie. Elle pousse les cultivateurs bretons à préférer les petits chevaux, sans valeur pour l'armée. Le préfet de Bretagne signale régulièrement, à partir de 1802, qu'il n'y a plus de bons chevaux bien que la région soit propice à l'élevage. Dès lors, les demandes de rétablissement des haras affluent, notamment de la part de Saint-Pol-de-Léon, de Kermorvant, de Pont-Scorff et de Rochefort-en-Terre. Le 24 ventôse an XII (14 mars 1804), la société d'agriculture du Morbihan demande quatre étalons pour le département, face à l'état de ruine de l'élevage équin.

### XIXesiècle
En 1831, 41 500 chevaux sont recensés dans le seul département du Morbihan.

#### Rétablissement des haras nationaux et réquisitions sous le Premier Empire
Devenus difficiles à trouver, les chevaux de Bretagne ont une bonne réputation militaire. Ils servent surtout à la traction d'artillerie. C'est pourquoi Napoléon Ier charge son ministre Chaptal d'établir de nouveaux haras nationaux en Bretagne, pour fournir ses armées. Plutôt ignorant de l'élevage équin, Chaptal choisit le département du Morbihan. Il retient deux emplacements potentiels : le château de Crévy et celui de Josselin. Pendant prairial an XII (mai-juin 1804), une enquête retient quatre autres emplacements sur les terres des ducs de Rohan. Le sous-préfet de Pontivy propose Langonnet le 21 juin. Grâce à sa position centrale, ce site est immédiatement retenu. Le haras est créé dans l'abbaye de Langonnet. Le cadre est grandiose, et le sous-préfet de Pontivy exige des travaux immédiats. Le haras doit être peuplé de chevaux normands, navarrins, barbes, limousins, et des meilleurs double-bidets du Finistère. Après une succession de plaintes, le directeur de Langonnet est évincé en mars 1810. En trois ans de services, il a cependant acquis de nombreux chevaux qualiteux sur les foires de Bretagne et à l'étranger. Son successeur rencontre des difficultés dues à l'isolement. Les routes sont peu sûres et il n'est pas rare que les commissionnaires en route vers Langonnet soient attaqués.
Entre 1807 et 1814, 4 800 poulains naissent dans les départements bretons grâce aux étalons et aux juments du haras national. L'administration napoléonienne instaure aussi des primes d'encouragement, distribuées sur les principales foires de Bretagne. Cependant, elle profite peu de ces efforts, notamment des bonnes naissances de poulains en 1812. Les chevaux nécessaires aux armées napoléoniennes pour les guerres de l'Empire sont toujours réquisitionnés aux cultivateurs locaux, qui mènent une résistance active. Le résultat est une « effroyable dégénération dans la taille et la force des juments » : les réquisitions forcées enlevant toutes les juments capables de porter un soldat, le cultivateur ne souhaite plus se servir que des « petites juments défectueuses » qu'il est sûr de garder. Les chevaux réquisitionnés en Bretagne sont appréciés par les armées pour leur résistance durant la campagne de Russie,.

#### Évolutions des besoins

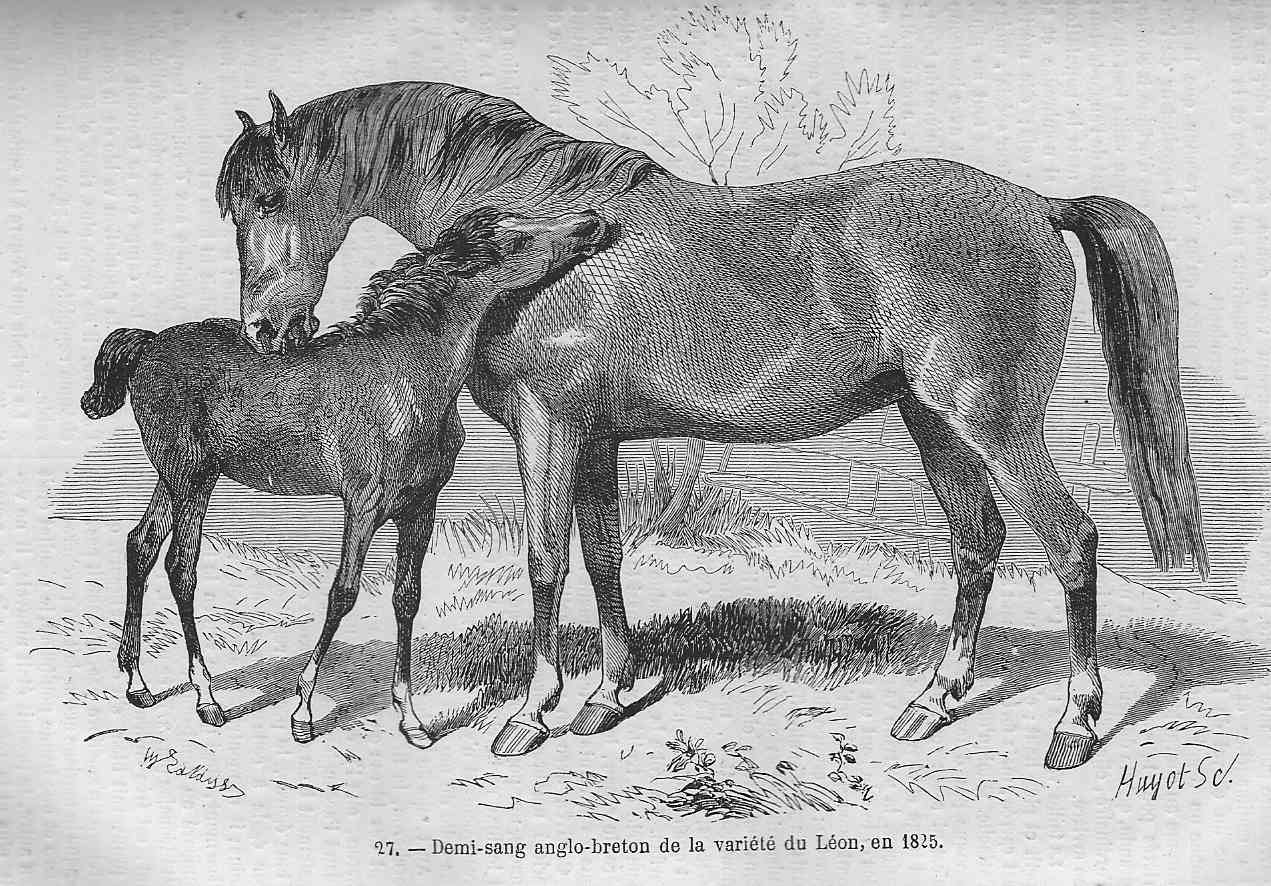
Cheval demi-sang anglo-breton dans le Léon, en 1825.

Les statistiques établies tout au long du XIXe siècle, bien que peu fiables, montrent une nette prédominance de l'élevage des chevaux de trait. L'évolution des méthodes d'élevage permet vraisemblablement une meilleure sociabilisation des juments. Alors qu'elles étaient laissées à l'état semi-sauvage dans le Léon au début du siècle précédent, leur rapprochement de l'homme coïncide avec le développement des attelages de labour, au détriment des bœufs. Selon Jacques Charpy, le labourage avec le cheval se développe fortement entre la Révolution et le début du XIXe siècle.
En 1819, le directeur du haras de Langonnet fait part de ses difficultés à trouver de bons étalons dans la région. Ephrem Houël dirige le haras de Langonnet entre 1838 et 1847. Dans son Traité complet de l'élève du cheval en Bretagne (1842), il témoigne de la place centrale qu'occupe cet animal dans la vie des Bretons. Il ne s'élève pas d'ânes, même les paysans les plus pauvres se doivent de posséder au moins un cheval. L'agriculture, les voitures publiques, le roulage, le service des villes se remontent en chevaux du pays. Les paysans se rendent aux pardons, aux baptêmes, aux enterrements, aux plaisirs et aux affaires de la famille à cheval. D'après Houël, c'est surtout aux noces que la chevauchée est de rigueur. Dans les régions montagneuses de Bretagne intérieure où les routes sont mauvaises, le recours au cheval de bât reste important. Jean-François Brousmiche témoigne au milieu du siècle des soins que prodiguent ces paysans à leurs chevaux : il n'est pas rare de les abriter dans la maison en hiver. Ils préparent la nourriture des bêtes « avec autant voire plus de soin que la leur ». La traction hippomobile est souvent rude. Certains chevaux meurent entre leurs harnais. Dans les côtes, les passagers des diligences descendent pour soulager les bêtes. Les animaux qui tractent jusqu'à Saint-Brieuc sont parfois « dopés » avec du Calvados.
Dans les montagnes du centre, l'élevage du cheval de course se développe et atteint son apogée avec la naissance de l'étalon chef de lignée Corlay, dans les années 1860. Trotteur le plus remarquable de l'époque, il est issu du trotteur Norfolk Flying Cloud et d'une jument de steeple-chase marquée Pur-sang. L'élevage du Pur-sang n'est cependant pas la vocation de la Bretagne à l'époque. Il se développe peu à peu au fil du siècle, sous l'impulsion de quelques riches propriétaires motivés par le sport hippique. L'Anglo-arabe est très présent dans ces croisements. En 1894, une section bretonne est ouverte dans le stud-book du demi-sang français. À Loudéac, l'élevage du trait prédomine à la fin du siècle. Les conditions d'hygiène sont fréquemment incriminées, en particulier les vapeurs d'ammoniac dans les écuries qui seraient la cause d'épidémies de fluxion périodique.

#### Actions des haras nationaux

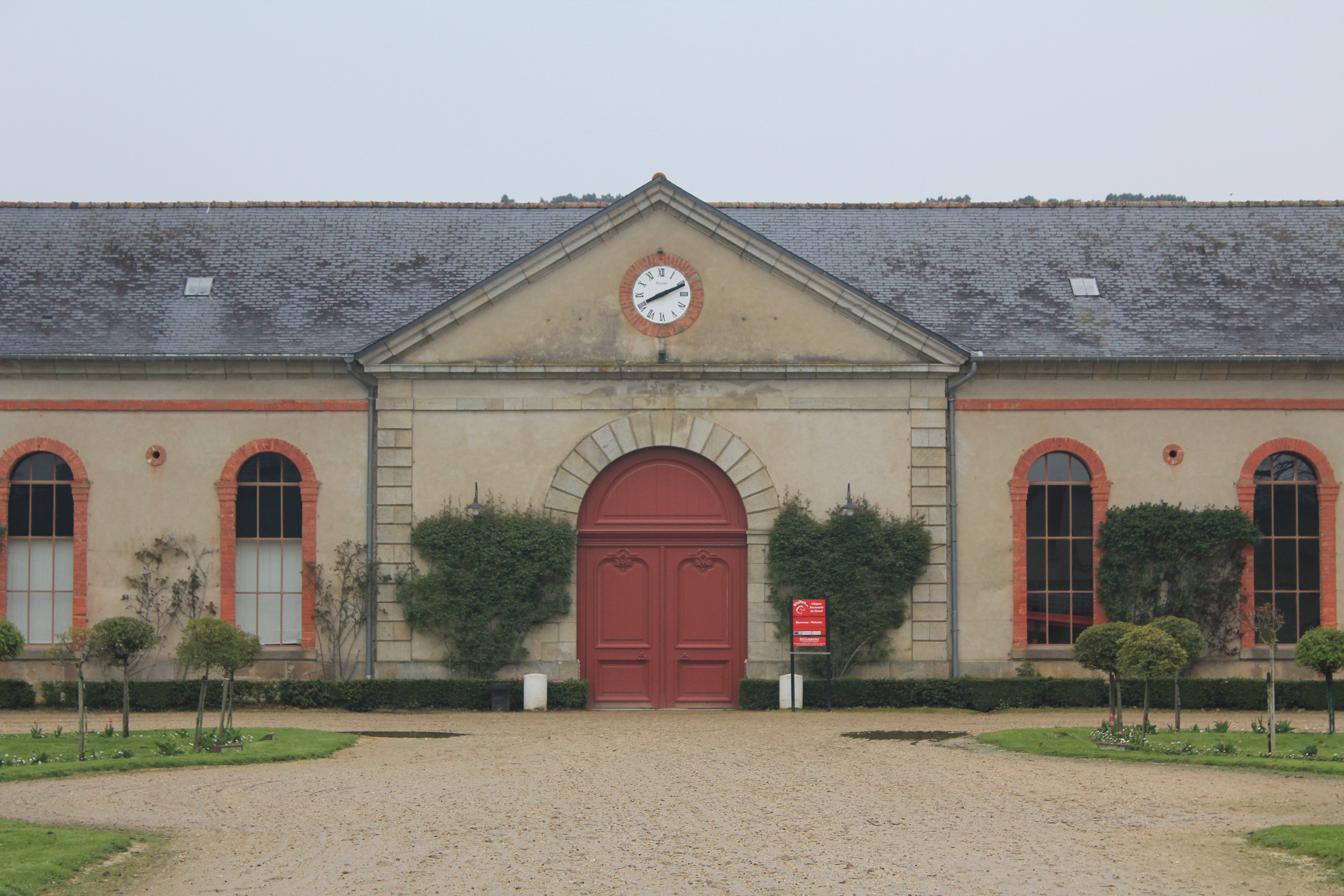
Entrée du haras national d'Hennebont, établi en 1857.

En 1817, en conséquence des ponctions napoléoniennes, les étalons stationnés à Langonnet sont dans l'ensemble très variés et de mauvaise qualité : « ce n'est plus un haras, mais un parc d'acclimatation de la faune hippique mondiale ».

##### Établissement de nouveaux haras et dépôts de remonte
La création du dépôt d'étalons de Lamballe est envisagée dès 1807, mais les crédits ne sont pas votés. Le maire de Lamballe réclame de nouveau un dépôt d'étalons en 1818 et 1819. Quand le budget est jugé suffisant, l'ancienne caserne Saint Martin est transformée en dépôt d'étalons le 16 janvier 1825. En 1833, la plupart des étalons partent à Langonnet, faute de moyens pour faire fonctionner correctement ce dépôt.
Mal desservi par des routes étroites et peu praticables, le haras de Langonnet est transféré en 1857 à Hennebont, dans l'enclos de l'abbaye de la Joie. En 1827, un dépôt de remonte militaire est établi à Guingamp, avec une succursale à Morlaix. Il rencontre de grandes difficultés pour trouver des chevaux de cavalerie dans un premier temps. En 1838, c'est Saint-Pol-de-Léon qui accueille une station des haras. Un classement des chevaux français les plus résistants aux campagnes militaires, effectué de 1845 à 1854, donne la remonte de Guingamp en tête. Les chevaux de Bretagne sont aussi très appréciés pour la guerre de Crimée. Les officiers chargés du recrutement des chevaux d'artillerie discriminent la robe gris clair et privilégient les animaux de robe sombre, imposant notamment des croisements avec les demi-sang normands.

##### Contre l'élevage des bidets
Les haras nationaux, manifestation de l'autorité française en matière d'élevage équin, ne cessent de s'opposer aux éleveurs bretons pour imposer leur standard, l'allègement des chevaux. Selon Philippe Lacombe, il s'agit « de nationaliser et de civiliser l'animal tout comme les hommes ». Ils s'acharnent particulièrement contre le bidet, qui subit une véritable « stigmatisation », et contre les hommes qui l'élèvent. Ce bidet décrié pour son manque d'élégance incarne pour eux la gaucherie paysanne, tandis que l'on assiste à un engouement immodéré pour le Pur-sang anglais.
Le directeur du dépôt d'étalons de Langonnet Ephrem Houël propose en 1842 l'abattage systématique de tous les chevaux ne dépassant pas une certaine taille. Cette « solution » n'est pas mise en œuvre, mais les haras tentent d'imposer des croisements avec des chevaux Anglo-normands et Arabes pour donner des montures aptes au service de la cavalerie. Les poulains obtenus, souvent décousus, sont dépréciés. Du sang arabe et Pur-sang ajouté à la race bretonne des montagnes du centre sous l'impulsion des haras nationaux mène à la création du type dit « cheval de Corlay », afin de fournir la cavalerie de l'armée. Entre 1844 et 1890, les dépôts d'étalons de Bretagne reçoivent 74 étalons de demi-sang, utilisés en croisement. D'après Yann Brekilien, « les haras ne pouvaient souffrir l'existence d'équidés aussi peu conformes aux normes officielles et ont entrepris contre les braves bidets une lutte impitoyable. Il leur importait peu qu'ils fussent les mieux adaptés aux besoins des gens du pays, ce qui comptait, c'était les normes ». Selon lui, l'action des haras nationaux contre l'élevage du bidet a pour conséquence directe la disparition de ce petit cheval dans toute la Bretagne. Les chevaux de trait élevés dans le Léon et le Trégor supplantent peu à peu les traditionnels bidets, tout au long du siècle. Ces bidets sont aussi croisés par leurs éleveurs avec des étalons ardennais, pour les petits travaux de traction.

#### Commerce
Les guerres du début du siècle et la forte production font que les chevaux de Bretagne sont toujours exportés. En 1842, d'après Houël, « la race de trait particulière à la Bretagne possède des qualités qui la font rechercher par toute la France et à l'étranger, pour les services du roulage, des diligences, des postes, et du train d'artillerie ». Près de 30 000 poulains naissent chaque année. La moitié d'entre eux sont vendus aux éleveurs d'autres régions (Normandie, Poitou, Perche, Auvergne, Maine). En 1850, presque 100 000 chevaux sont recensés dans le seul département des Côtes-du-Nord. Dans la seconde moitié du XIXe siècle, le système d'élevage et d'exportation est devenu très performant, notamment grâce au chemin de fer qui permet d'envoyer ces chevaux vers des destinations lointaines. À partir de 1885, les États-Unis importent massivement des chevaux de trait français, et parmi eux des Bretons. Cependant, les chevaux de trait bretons sont fréquemment confondus avec ceux du Perche. Avant une vente, les animaux sont nourris abondamment de manière à paraître au meilleur de leur forme.
La constitution des voies ferrées fait de Landivisiau la plaque tournante du commerce des chevaux, au détriment des foires traditionnelles que l'on trouvait dans toute la région. Avec Landivisiau, les trois principales foires aux chevaux sont organisées à Morlaix et Saint-Renan. Des foires secondaires se tiennent à Plouescat, La Martyre, Commana, Saint-Pol-de-Léon, Lesneven, Plouguerneau, Landerneau et Brest. Le commerce principal du Léon et des régions de Tréguier, Lannion, Bourbriac, Lamballe et Pontrieux est celui des chevaux. Les poulains sont vendus à 18 mois et 2 ans et les mères font le travail des fermes : les éleveurs du Finistère récupèrent souvent ces poulains. Le commerce du cheval de trait se maintient à la fin du siècle, celui du cheval demi-sang accompagne l'avancée des liaisons de chemin de fer : malgré la fermeture des relais de Poste, des chevaux sont toujours nécessaires sur les courtes distances, pour conduire les voyageurs jusqu'aux gares.

### XXeetXXIesiècles
Le début du XXe siècle est fatal aux chevaux de transport et de luxe, qui disparaissent au profit de l'automobile. En 1900, seuls neuf habitants des Côtes-du-Nord possèdent une auto, contre 121 dix ans plus tard. L'élevage du demi-sang s'effondre au profit de celui du cheval de trait Breton, qui continue à bien se vendre tant que perdure le travail agricole hippomobile. Les métiers liés à l'élevage de chevaux sont alors nombreux, notamment celui de « hongreur » (personne chargée de castrer les mâles), de bourrelier et de maréchal-ferrant. Les différents pays traditionnels se partagent des spécialités d'élevage. L'ouest du Léon garde surtout des juments, tandis que les mâles sont élevés plus à l'est. Dans le pays pagan, il est d'usage de vendre les mâles très jeunes pour ne garder que les pouliches. Le Finistère est le département français le plus riche en chevaux en 1906, avec la Mayenne. Il ne faut cependant pas croire que l'élevage enrichisse énormément, car une année sans naissance de poulain est souvent financièrement dramatique. Les habitants paient généralement leur fermage en vendant l'un de leurs chevaux.

#### Exportations et commerce

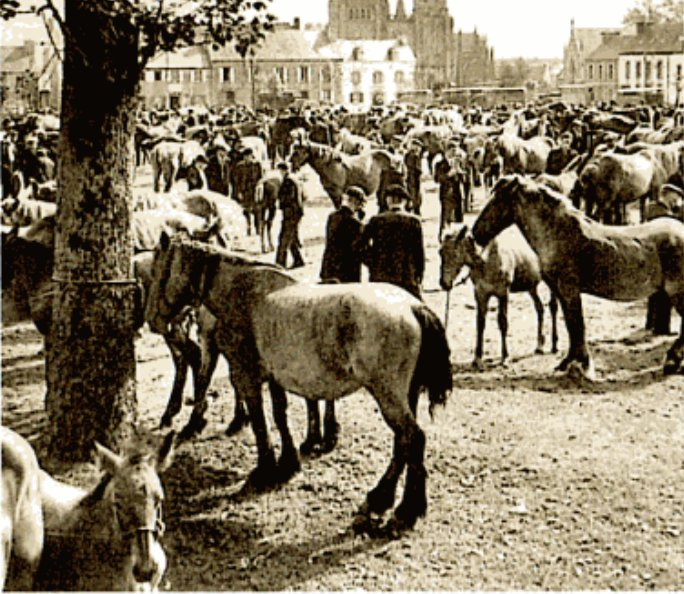
Foire aux chevaux dans le Finistère, dans les années 1900.

Avant les années 1900, la Bretagne est encore « une terre de petite agriculture » relativement isolée. Mais la région est très propice à l'élevage et la modernisation des transports profite aux éleveurs qui exportent leurs animaux dans toute l'Europe, en décuplant leurs ventes. L'âge d'or de l'élevage et du commerce du « postier breton » se situe entre les années 1900 et 1940. Des trains remplis de chevaux partent de la gare de Landivisiau vers toute la France, des trains et des bateaux leur font gagner le sud de l'Europe (Italie et Espagne), l'Allemagne, l'Angleterre, la Suisse, l'Afrique du Nord, l'Amérique du Sud et le Japon,. L'armée allemande acquiert de nombreux postiers bretons. Ces chevaux « malgré-nous » sont utilisés sur les champs de bataille de la Première Guerre mondiale, contre la France. Pour la seule année 1939, 18 000 chevaux quittent la Bretagne. Ce sont essentiellement des animaux de travail dressés, provenant de Cornouaille et du Vannetais. En France, ils sont envoyés dans les vignes du Bordelais et de la Méditerranée, aux agriculteurs de Vendée et du Massif central, et dans les mines du Nord.
Les acheteurs sont très variés et hiérarchisés, du marchand parisien au petit « trafiquant » local. Les marchands parisiens, surnommés « les Français » parce qu'ils ne parlent pas breton, dépêchent des courtiers appuyés par un interprète qui traduit les désirs de l'acheteur du français au breton. La foire haute de Morlaix rassemble 7 000 chevaux en septembre. Toutes les ventes se déroulent oralement. Si l'animal a un vice caché comme le tic à l'appui (tik-koad) ou le tic à l'air (tik-aer), la vente peut être annulée ou revue. Certains trafiquants peu scrupuleux maquillent les chevaux pour augmenter leur prix de vente : il peut s'agir de déposer du nitrate sur une dent pour en cacher l'état d'usure, de poser un cataplasme de moutarde sur le dos pour le faire paraître moins creux, ou de frapper les jambes avec un marteau de buis pour leur donner de l'ampleur. Certains trafiquants gonflent la croupe de l'animal avec une pompe à vélo et une aiguille hypodermique, ou leur introduisent du gingembre ou du poivre dans l'anus pour leur donner l'air plus vigoureux. Il existe aussi des techniques pour calmer les chevaux nerveux en leur liant la langue le temps de la vente, ou pour déprécier un animal en mélangeant du crin coupé fin à sa nourriture, ce qui le fait tousser. Ces techniques sont essentiellement employées par les Bretons avec les étrangers, elles n'ont pas cours entre les personnes qui se connaissent. Au fil du siècle, la plupart des foires aux chevaux disparaissent, faute d'utilisation de la traction hippomobile. Seules quelques-unes se maintiennent, notamment celle de Kerien qui perdure en 1986.

#### Soins et dressage
Les chevaux de Bretagne mis au travail reçoivent souvent un complément de nourriture à base d'ajonc, de betterave, de rutabaga et de gros son, coupés et pilés la nuit. Avec le temps, cette alimentation est remplacée par des céréales moulues. Pour maintenir leur cheptel en bonne santé, les paysans se rendent aux pardons aux chevaux, ou bien font appel à des rebouteux et, plus tard, des vétérinaires. Le rebouteux (an dresserien) a souvent une réputation qui dépasse les frontières de son canton. La recette des onguents utilisés est transmise de génération en génération.
Les animaux mâles sont généralement séparés des femelles en raison de difficultés supposées à les faire travailler ensemble. Pour habituer les animaux au travail, le jeune cheval de dix-huit mois est attelé en ligne derrière un animal plus vieux. Les chevaux destinés au travail hors de Bretagne sont souvent castrés après leur vente : les locaux ont l'habitude de travailler avec des entiers. La réputation des hongreurs de Landivisiau est grande. Ils seraient parmi les premiers à avoir découvert une technique permettant de castrer les chevaux sans avoir à les coucher. Deux pinces de bois, les casseaux (ar gwaskelloù) sont placés sur les vaisseaux irriguant les testicules. En trois semaines, l'animal a perdu ses instincts de mâle.

#### Fin des utilisations au travail

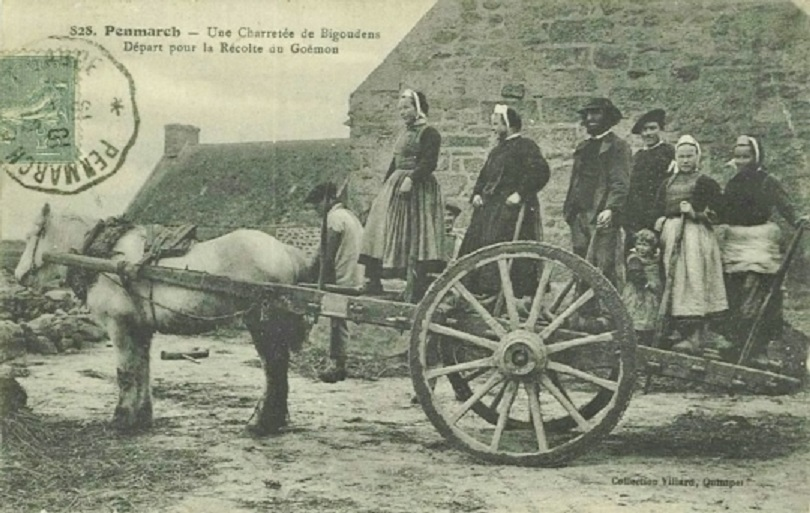
Paysans bigouden récoltant le goémon avec leur cheval de trait.

En 1948, les départements bretons figurent parmi les plus riches en chevaux. On en compte 19 par kilomètre carré dans le Finistère, 13 dans les Côtes-du-Nord, 11 en Ille-et-Vilaine, 7 dans le Morbihan. Une particularité de la Bretagne est d'avoir gardé un important élevage de chevaux plus tardivement que dans les autres régions de France. Les débouchés locaux suffisent aux éleveurs pour subsister. Jusque dans les années 1960, les chevaux continuent d'être élevés et exportés d'une manière jugée anachronique. Le déclin des demandes en chevaux est important dès les années 1950. Les éleveurs bretons se rapprochent de leur syndicat d'élevage et des haras nationaux dans les années 1960 et 1970, où en raison de la motorisation agricole, seules les primes à l'élevage et les concours agricoles leur permettent de subsister. L'élevage pour le marché de la viande donne un nouvel essor à la race bretonne, en particulier par l'exportation vers le marché italien. La reconversion bouchère est difficile pour certains éleveurs et pour les chevaux, qui tendent à devenir « gras » faute de travail dans les champs : l'élevage des chevaux pour la viande ne fait pas partie des traditions bretonnes. Les légumiers du Pays de Léon sont parmi les derniers à abandonner les chevaux au travail. En 2012, on ne recense plus qu'une trentaine d'exploitations utilisant le cheval à des fins agricoles. Les concours de race remplacent les foires d'antan : les chevaux y sont soigneusement toilettés avec du raphia. La tradition de l'écourtage de la queue (caudectomie), qui a pour but d'éviter que l'appendice ne se coince dans les rênes ou les harnais, perdure. Il existe toutefois au moins un concours bisannuel de labour dans le Finistère,.

#### Engouement pour les loisirs

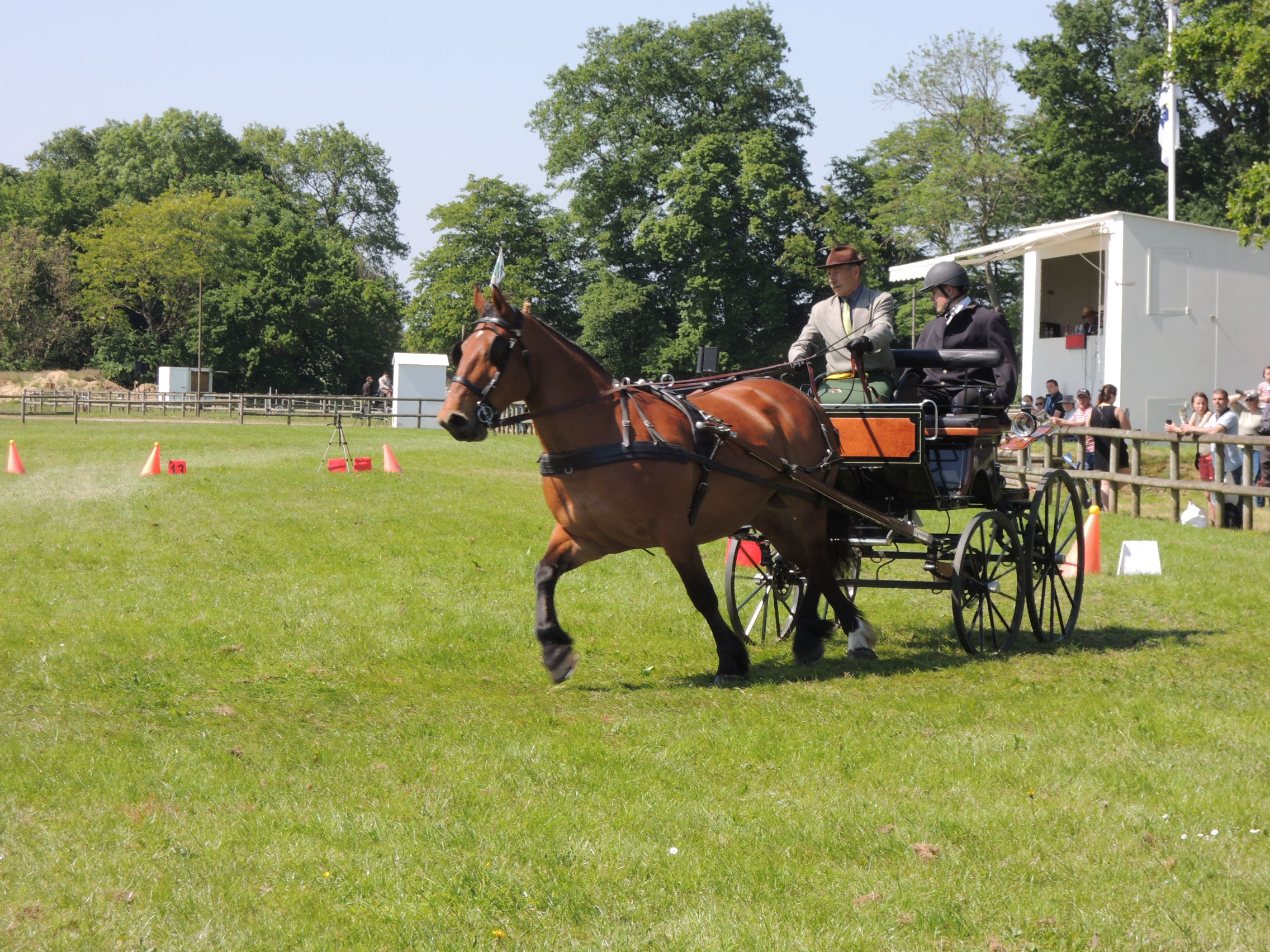
Concours d'attelage au salon du cheval de travail, à Rennes en 2014.

Dans les années 1990, une vague d'engouement pour le cheval de loisir accompagne le retour à la terre des néo-ruraux. Cela crée une fracture avec les éleveurs traditionnels. L'interdiction de la caudectomie chez les chevaux de trait en 1996 est vue comme une hérésie par certains agriculteurs. La pratique de l'attelage sportif et de loisir gagne en importance. Le haras national d'Hennebont se transforme en pôle culturel conçu comme un musée de plein air. Le haras national de Lamballe s'investit davantage en menant une politique de soutien à l'élevage de loisir, au grand dam des éleveurs bretons de chevaux de boucherie. Une nouvelle génération d'éleveurs issus de milieux non agricoles acquiert des chevaux bretons dans une démarche de conservation de la race et d'utilisation pour les loisirs.

## Types de chevaux présents en Bretagne

### Races historiques

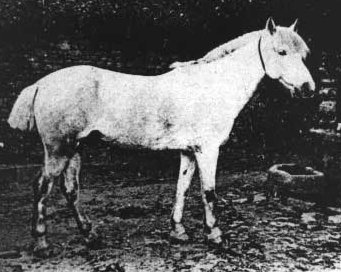
Marc'h Land, un bidet breton gris truité d', tel que les paysans en montaient avant l'amélioration des routes.

Un très grand nombre de chevaux différents portent ou ont porté le nom de « Bretons », ce qui explique que les armées cherchant des chevaux de selle vifs pour les officiers et des chevaux d'artillerie pour la traction des canons pouvaient se fournir entièrement sur les foires de Morlaix ou de la Martyre. Les différences entre les types de chevaux sont dues au sol et à la nourriture : le littoral du Nord produit en général une nourriture abondante, tandis que les montagnes du centre offrent un environnement difficile pour l'élevage.

« Après l'introduction des chevaux dans cette contrée, ceux qui se sont reproduits sur les montagnes d'Arée ou dans leur voisinage sont restés sveltes et d'une taille plutôt petite que moyenne; ceux qui se répandirent sur les bords de la mer, sur les terres grasses et humides, se développèrent, prirent de fortes proportions et formèrent les variétés de trait léger ou de gros trait [...] Si la Bretagne avait été toute basse et humide, ou toute montagneuse et sèche, nous n'y trouverions qu'une seule sorte de cheval : la diversité du sol a créé des races diverses. »

— Eugène Gayot
Le nom « cheval Breton » désigne par défaut le cheval de trait dès le XIXe siècle. Au début du XIXe siècle, sont répertoriés comme chevaux bretons la « race de Léon », la « race du Conquet », les « chevaux nains d'Ouessant », les « bidets de Cornouaille », et « la race étique des monts d'Arrée ». À la fin du XIXe siècle, on distingue essentiellement le cheval de trait (« race bretonne propre ») et le bidet, sans qu'une confusion ne soit possible entre les deux races. Le bidet est transformé par croisements après la construction des routes, afin d'en faire un cheval d'attelage. Le cheval de Corlay est une création du XIXe siècle, et le Centre-Montagne un descendant des bidets des contrées montagneuses, qui a connu une courte existence officielle de 1927 aux années 1980, naissant essentiellement en Bretagne intérieure. Le Léon est marqué par l'influence de reproducteurs étrangers de sang Norfolk, tandis que les environs de Lamballe sont sous l'influence du Percheron, et la Bretagne intérieure sous celle des Ardennais.

#### Léon
Dans les environs de Saint-Pol-de-Léon et de Morlaix est élevé le « cheval de Léon », de forte constitution. Le climat, la position et le sol du Léon font que le commerce équin est le principal revenu de ses habitants au milieu du XIXe siècle, chaque ferme possédant six à sept juments. Les étalons employés sont fournis par l'administration des haras ou appartiennent à des particuliers. Les étalons fournis avant la révolution française par les états de Bretagne n'étaient pas des chevaux de trait, mais durant l'organisation du haras de Langonnet, de gros trait Bretons, Percherons et Boulonnais ont été envoyés dans le Léon.
Une revue de 1859 décrit le « cheval de Léon » comme mesurant de 1,56 m à 1,64 m, de robe généralement baie, quelquefois grise pommelée et rarement alezane. Sa tête est carrée et un peu lourde, son chanfrein droit ou camus, les ganaches sont prononcées, l'encolure épaisse et courte, la crinière souvent double, le garrot peu sorti et charnu, les épaules charnues et peu inclinées, la croupe arrondie, large, généralement avalée, creusée sur la ligne médiane par un sillon profond, la queue attachée bas et les crins longs. La partie supérieure des membres est puissante, les jarrets sont larges et secs, mais les tendons sont peu détachés et le genou est un peu effacé. Les boulets sont, comme la queue, garnis de longs crins. Le pied est grand, évasé et plat. Ces chevaux sont néanmoins pleins d'énergie et de vivacité dans leurs allures, sobres et très résistants à la fatigue.

#### Conquet

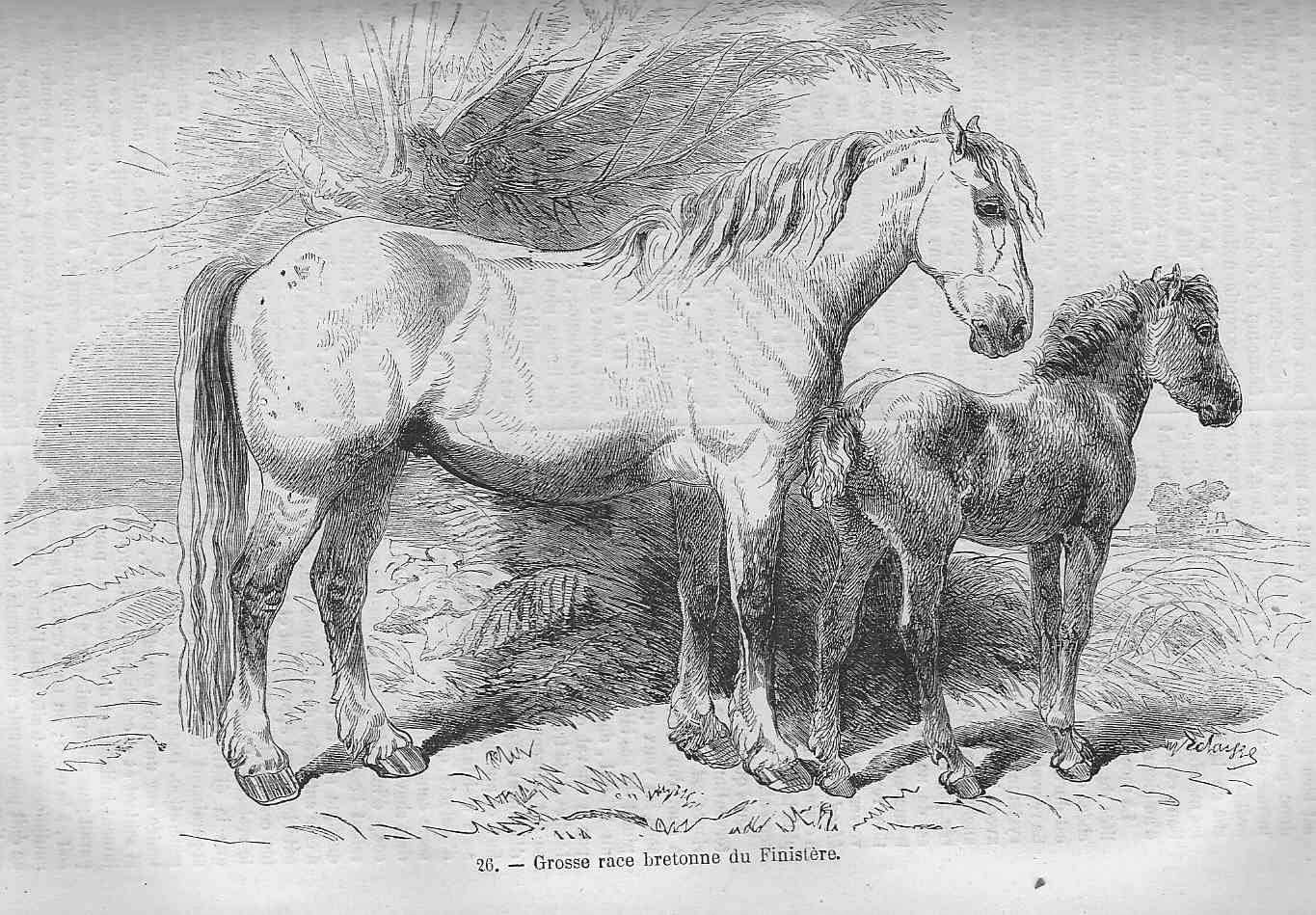
Cheval Breton du Finistère dans l'encyclopédie pratique de l'agriculteur, publiée par Firmin-Didot et Cie, tome 5, 1877.

Dans les environs de Saint-Renan, Trébabu et le Conquet, des chevaux de trait léger et carrossiers connus sous le nom de « chevaux du Conquet » proviennent des haras entretenus dans cette contrée par de riches propriétaires, ainsi que des étalons qu'y plaçaient les États de Bretagne. Peut-être issus du cheval de Léon, ils sont plus légers dans leurs formes et leur structure en raison de pâturages moins riches que sur le littoral. Ils ont été croisés avec des chevaux danois, allemands et normands importés. De robe baie, quelquefois grise pommelée, leur taille varie de 1,48 m à 1,58 m. La tête carrée est assez légère, le chanfrein droit et quelquefois busqué, l'encolure bien proportionnée, le garrot assez sorti, les épaules moins chargées et un peu plus obliques que chez le cheval de Léon, le corps plus allongé, la croupe arrondie et séparée par un petit sillon, la queue attachée plus haut, les membres un peu grêles comparativement aux autres parties du corps, les boulets moins garnis de crins, les pieds moins évasés, moins plats. Ce cheval est énergique, sobre et dur au travail, mais manque de distinction dans son ensemble. C'est un excellent cheval d'arme pour la cavalerie de ligne.

#### Bidet

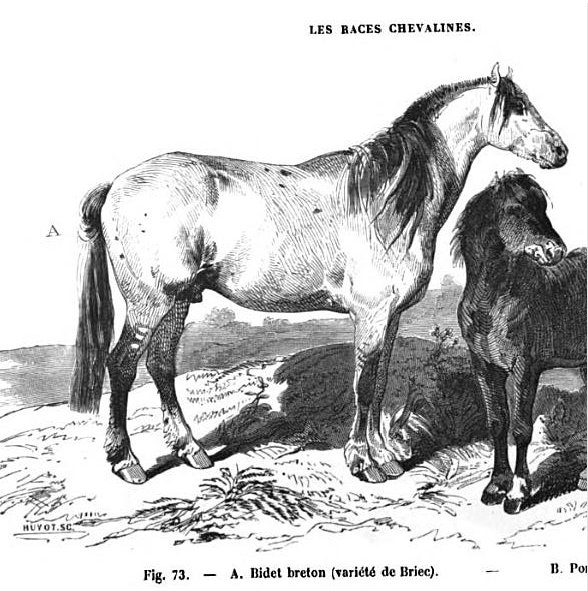
Bidet Breton de Briec, sur une gravure de 1861.

Le bidet Breton a été très recherché pour son amble. Il se trouve dans les environs de Briec et de Carhaix, dans les vallées et sur le couchant des monts d'Arrée, et sur le littoral du Morbihan. Ces animaux généralement élevés par des paysans pauvres sont peu homogènes. Leur robe est claire, surtout alezane, sous différentes nuances,. La taille est réduite, et ils sont peu élégants, mais très résistants. La variété propre à Briec, ou « bidet de Cornouaille », a connu une très grande popularité. Au début du XIXe siècle, le bidet Breton est « en France, la monture de presque tous ceux que leur profession appelle à monter journellement à cheval ». Ces bidets travaillent jusqu'à un âge avancé et se contentent de peu de nourriture. Dès les années 1850, le bidet devient beaucoup moins recherché car la traction hippomobile se généralise.

#### Cheval nain d'Ouessant
La présence de « chevaux nains » est attestée à Ouessant par quelques rares sources. « Très recherchés et remarquables par leur vivacité et l'élégance de leurs formes, non moins que par l'extrême petitesse de leur taille », ils sont déjà en nette diminution à l'époque de Jean-Baptiste Ogée. En 1776, il reste 600 juments sur l'île. La même année, l'inspecteur des haras du Bas-Léon demande une dizaine de petits étalons navarrins pour améliorer cette race : il ne reste alors qu'un seul étalon d'Ouessant de la « vieille race ». Vers 1830, ils sont croisés avec deux étalons corses, proches de leur morphologie,. François-Marie Luzel voit des chevaux d'Ouessant durant sa jeunesse mais constate lors d'un nouveau voyage (à l'âge adulte) qu'ils ont disparu.

#### Chevaux de Saint-Brieuc, de Tréguier et de Lannion

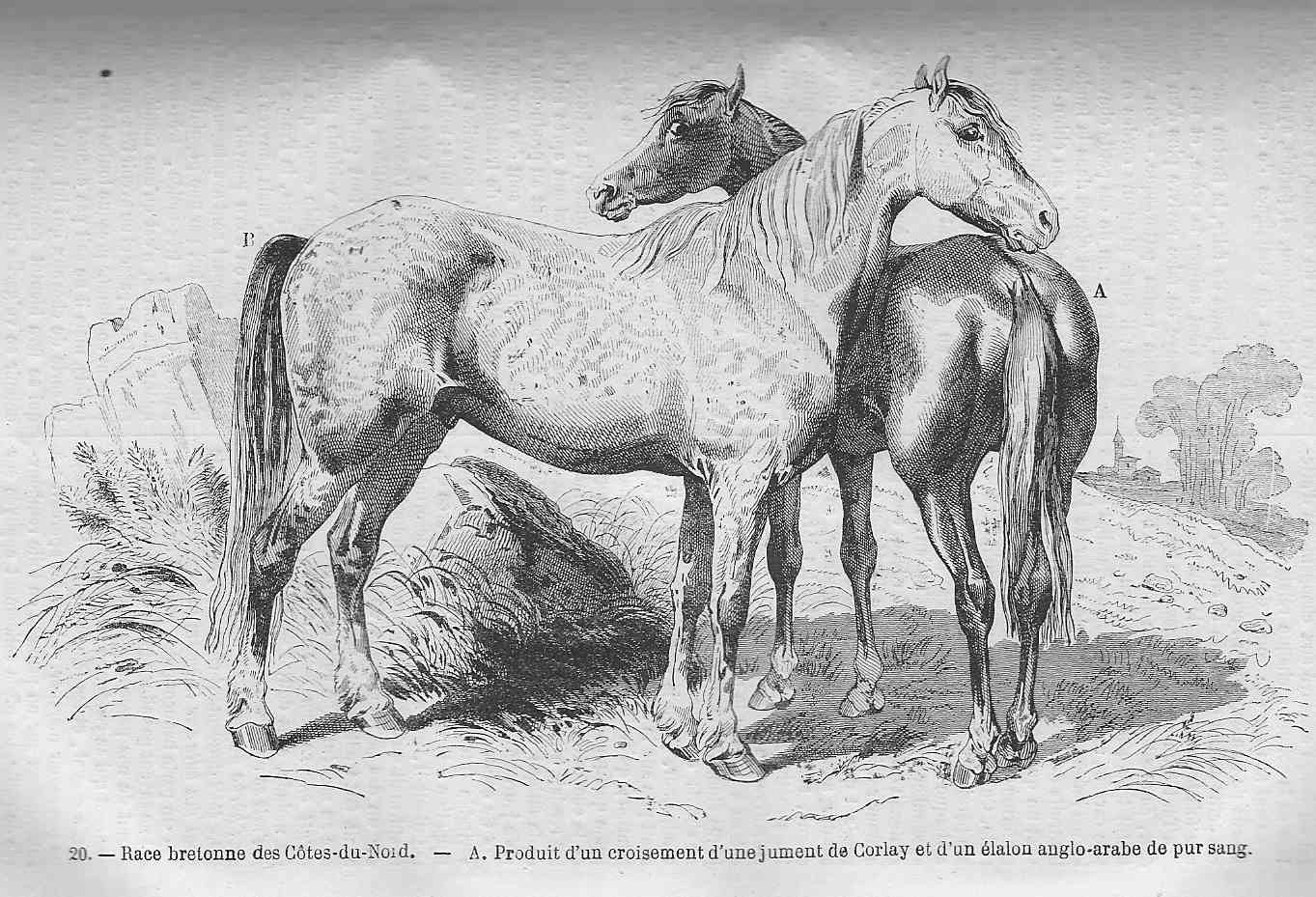
À gauche, cheval de race bretonne des Côtes-du-Nord, à droite, le cheval de Corlay.

D'autres types d'animaux sont répertoriés dans les Côtes-d'Armor et notamment à Saint-Brieuc. Les chevaux de trait sont proches de ceux du Léon, mais la robe est gris moucheté ou truité, gris pommelé et gris clair, quelquefois aubère ou baie, et la taille va de 1,48 m à 1,58 m. Ces chevaux se trouvent sur tout le littoral, depuis Saint-Malo jusqu'à Lannion, et sont achetés poulains par des cultivateurs des environs de Dinan et de Rennes, voire du Perche et de la Normandie. Le cheval élevé à Tréguier est à diviser en deux variétés ; l'une, plus forte et plus commune que la race du Léon, existe principalement dans les environs de Lannion ; l'autre, beaucoup moins grande, mais bien établie et d'assez bonne conformation, se trouve dans les environs de Pontrieux.

#### Cheval de Corlay

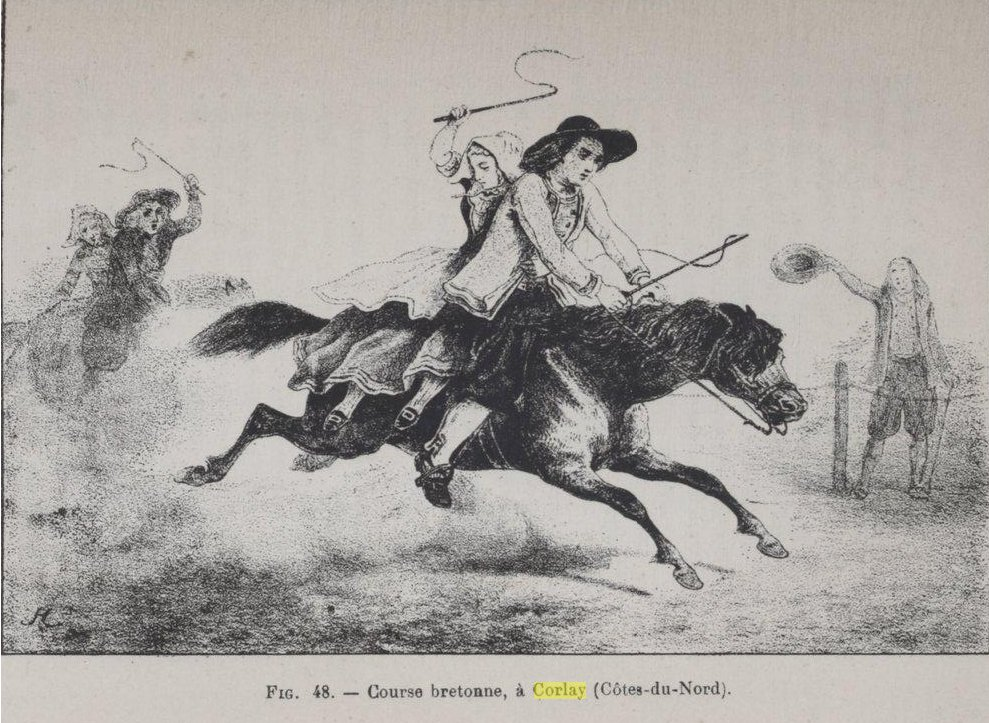
Course de chevaux à Corlay, dans les Côtes d'Armor.

Également connu sous le nom de « cheval léger de la montagne », son centre de production historique se situe dans les environs de Corlay. Avant la Restauration, la région ne donne que des bidets sobres à l'état semi-sauvage. En 1808, des étalons arabes et quelques Pur-sangs sont introduits et donnent par croisement le cheval de Corlay, monté dans des courses locales grâce à la vitesse héritée de ses ancêtres. La race est influencée par un étalon lui-même nommé Corlay
Considéré comme une gloire nationale à la fin du XIXe siècle, le cheval de Corlay est désormais référencé comme un A.Q.P.S., mesurant 1,50 à 1,55 m. Ses effectifs ont diminué très régulièrement. En 1994, il a pratiquement disparu. La ville de Corlay a ouvert un musée pour retracer son histoire.

### Trait breton, Postier breton et Centre-montagne

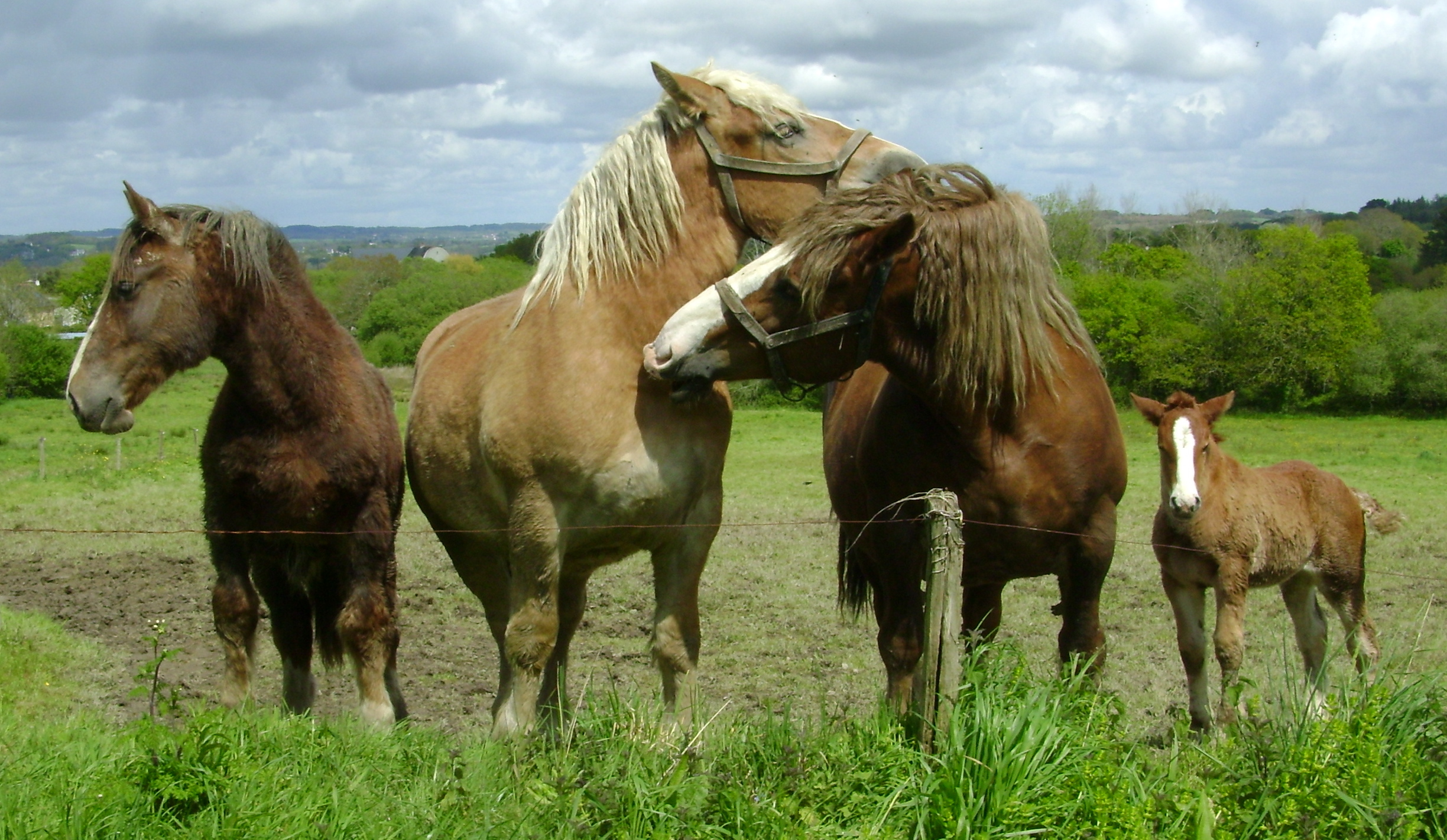
Postiers bretons à Daoulas, dans le Finistère.

Officiellement, une seule race chevaline est reconnue comme propre à la Bretagne. Le cheval Breton se divise en trois types, dont deux perdurent de nos jours : le Centre-montagne ou petit trait breton (disparu), le Postier (plus léger) et le Trait (plus lourd). La différence s'explique par l'utilisation, le Trait breton était destiné à la traction lourde au pas (qui exige des chevaux un placement de l'encolure presque à l'horizontale), et le Postier à la traction au trot qui, au contraire, s'effectue avec l'encolure relevée.
Issu des zones montagneuses, le Centre-montagne est la plus petite variété de la race bretonne. Il est reconnu officiellement en 1927 et descend des bidets,. Il disparaît dans les années 1980, à cause de son faible rendement pour la viande. Le type Postier est le « fleuron de la race », considéré comme l'un des plus précieux patrimoines zoologiques français. Son nom provient de son utilisation historique pour tirer les chariots des postes. Il est issu de croisements entre les juments du Léon et des étalons trotteur Norfolk et Hackney, au début du XXe siècle,. Le Postier breton se fait notamment connaître en 1905 grâce au concours central hippique de Paris. Plus léger et étendu dans ses allures que le trait, toisant environ 1,55 m, il est élevé principalement dans le centre de la Bretagne. C'est un bon cheval d'attelage capable de réaliser des travaux de trait léger. Le Trait est issu de croisements avec des Ardennais et des Percherons, notamment le demi-Ardennais Naous. Le Trait breton est très fort en rapport avec sa taille et toise environ 1,60 m. Désormais élevé presque essentiellement pour sa viande, il forme le type le plus fréquent chez la race et peut peser la tonne.

### Races d'origine étrangère

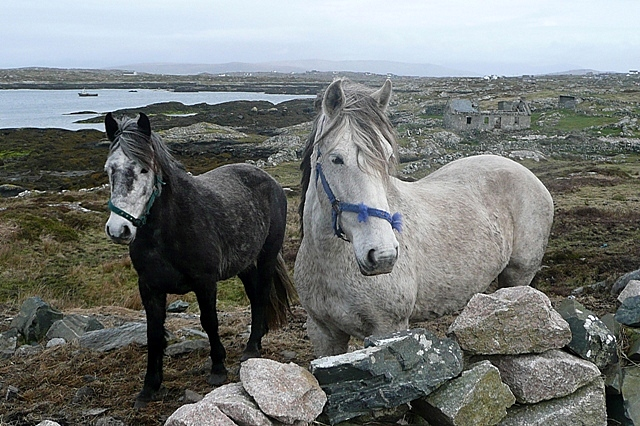
Polig est à l'origine de l'introduction de poneys du Connemara en Bretagne, à partir des années 1970.

Dans le cadre de son développement de l'interceltisme, en 1974, Polig Monjarret ramène d'Irlande trois poneys du Connemara. Après la publication d'un article dans la revue Paysan Breton et une prise de contact avec le directeur du haras national de Lamballe, commence une activité d'importation qui concerne sur plusieurs années un total d'une centaine de bêtes. La Bretagne reste la première région d'élevage de cette race en France.
C'est également dans les années 1970 que Raymond Hascoët s'intéresse au cheval arabe d'origine polonaise, pour l'élevage en vue des courses d'endurance. Il est alors pionnier de ce type d'élevage dans la région. On trouve également un important effectif de poneys du Dartmoor, l'association française de la race étant située à Brech, dans le Morbihan. C'est enfin la première région d'élevage du Haflinger en France.
La Bretagne élève un important effectif d'AQPS et de Selle français (quatrième région d'élevage en France). Les races du Trotteur français et du Pur-sang sont dans la moyenne nationale, mais représentent un volume important, respectivement environ 750 et 350 juments à la reproduction. Bien que plus rares en termes d'effectifs, les races du Barbe, du poney des Highlands et du poney Fjord sont elles aussi bien représentées.

## Économie et organisation de l'équitation

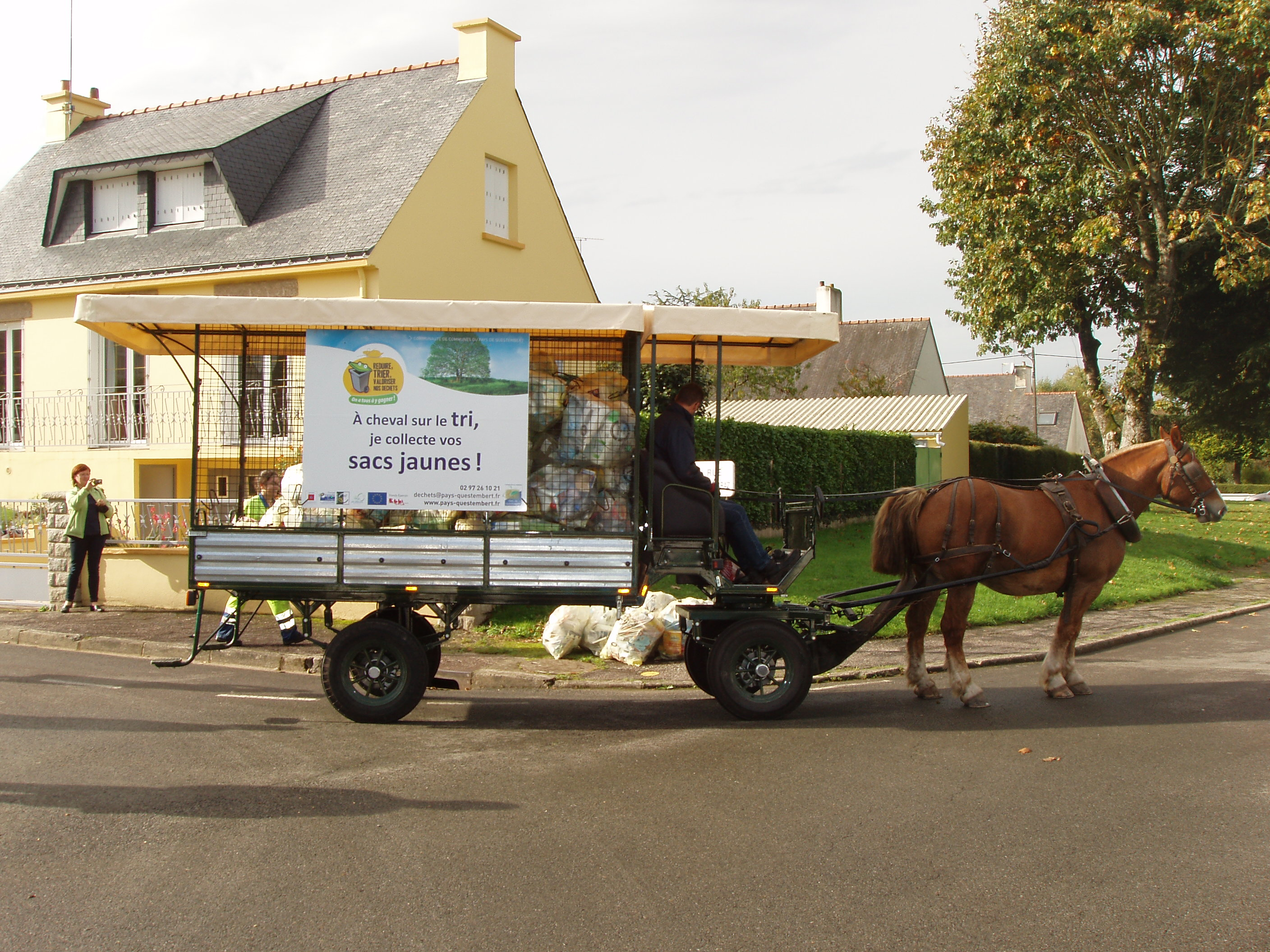
Collecte hippomobile des déchets à Questembert.

Historiquement, le cheval avait une importante valeur économique en Bretagne, de l'ordre de trois à quatre fois celle d'une vache. Son usage est alors essentiellement agricole, avec un débouché secondaire dans les transports. Au fil du temps et avec la fin de la traction hippomobile, l'économie du secteur évolue. La Bretagne développe très nettement le tourisme équestre. La région garde aussi une tradition importante de sport hippique (trot, course d'obstacles et galop). Elle est très compétitive en endurance équestre, tant pour les chevaux d'élevage qu'en ce qui concerne les cavaliers,. Elle compte aussi des victoires au niveau national en saut d'obstacles et en attelage. Environ 4 800 emplois dépendent directement du secteur équestre pour un chiffre d'affaires annuel de 201 400 000 euros (données 2011 pour la Bretagne administrative). On recense 26 040 équidés dans la région cette même année. En octobre 2011, le conseil général de Bretagne adopte à l'unanimité un « plan cheval » en soutien à cette filière.
Différents organismes gèrent les aspects de l'élevage. Le Conseil des équidés de Bretagne s'occupe de tous les secteurs, la Fédération régionale des associations d’éleveurs de chevaux de sport en Bretagne (FEDEB), comme son nom l'indique, est spécialisée avec les éleveurs de chevaux de sport dans les trois disciplines olympiques du saut d’obstacles, du concours complet et du dressage. L’Association du cheval arabe Bretagne endurance (ACABE) fédère les éleveurs de chevaux d'endurance et ceux de la race du Pur-sang arabe, toutes utilisations confondues. La Fédération bretonne des éleveurs et utilisateurs de poneys (FBEUP) s'occupe des poneys. On note aussi la présence d'organismes d'élevage nationaux ou régionaux agissant sur un plus large territoire, mais particulièrement actifs sur la Bretagne. Ainsi, l'Association des éleveurs de chevaux de l’Ouest (ASSELCO) et l’association des éleveurs d'AQPS sont très bien représentés du fait du grand nombre d'éleveurs de sport hippique présents en Bretagne. Le Syndicat des éleveurs du cheval breton, de par le berceau historique de la race, reste lui aussi très impliqué en Bretagne.

### Élevages
La Bretagne est très marquée par l'économie de l'élevage, bien que la moyenne d'âge de la profession soit élevée, environ 55 ans. Sans surprises, le cheval Breton est la race prédominante dans ces élevages, représentant 38 % du cheptel soit plus de 2 000 juments à la reproduction pour l'année 2011. Il y a des différences départementales, les chevaux de trait étant plus présents dans les Côtes d'Armor alors que l'Ille-et-Vilaine compte davantage d'élevages de trotteurs. Le secteur de l'élevage a déclaré 4 058 naissances en 2011 et représente 46 876 779 € de chiffre d'affaires global cette même année.

### Haras nationaux et équipôles

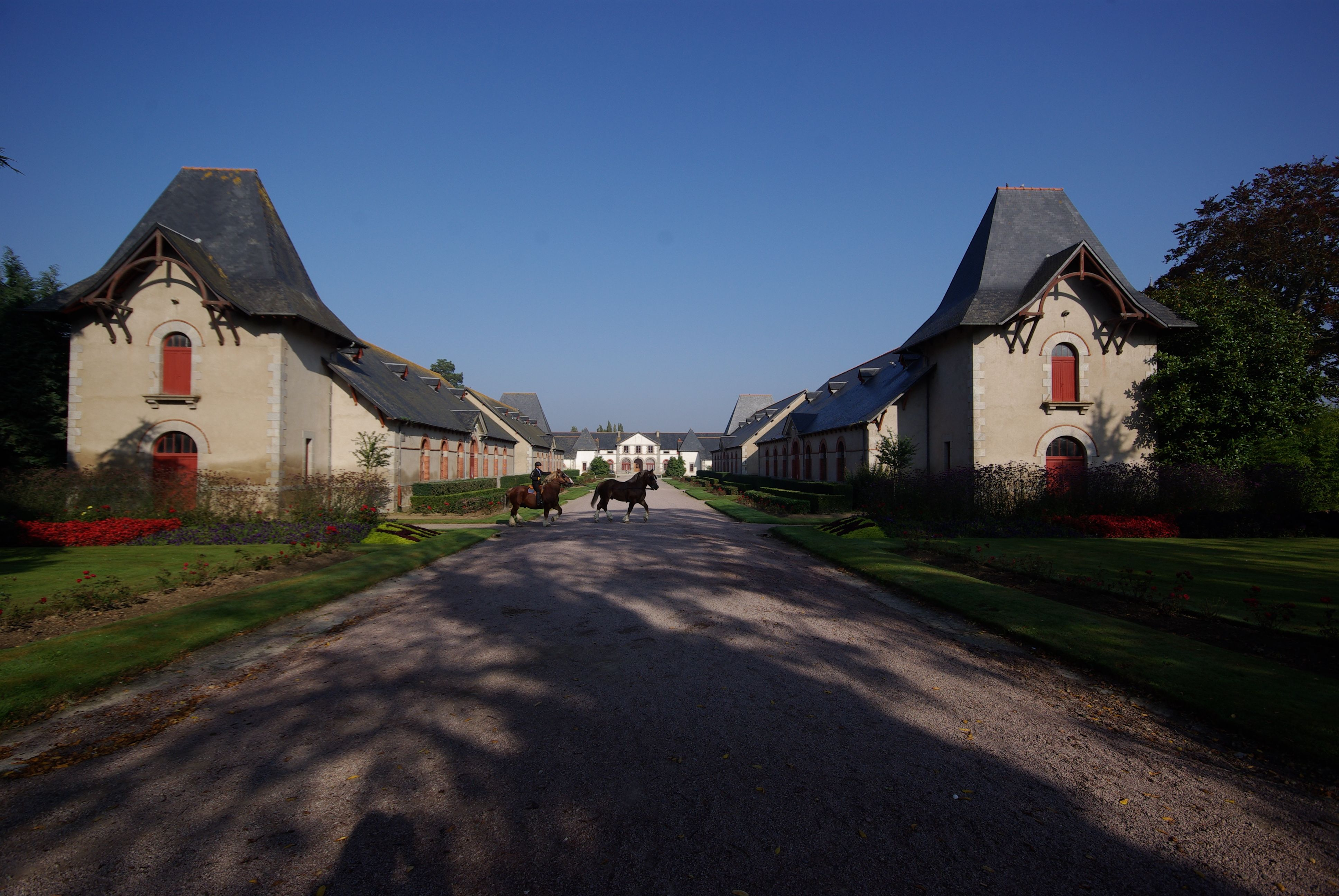
Entrée ouest du haras national de Lamballe.

La Bretagne compte cinq pôles hippiques régionaux, qui accueillent de nombreux événements sportifs et culturels. Ils sont financés par le fonds éperon et le conseil régional de Bretagne. Le haras national de Lamballe (Côtes-d'Armor), historiquement créé pour desservir le nord de la Bretagne, forme le berceau d'élevage du Postier breton et un site touristique, géré par un syndicat mixte depuis 2006. Il reçoit chaque année 50 000 visiteurs et spectateurs. L'équipôle de Corlay, à Corlay (Côtes-d'Armor), est à l'origine un simple hippodrome créé en 1905 et modifié par l'ajout d'infrastructures. Il accueille des activités hippiques de type course, mais aussi des épreuves d'endurance, de complet et d'attelage. À terme, la ville de Corlay ambitionne de devenir le pôle régional d'endurance en Bretagne, un centre de formation et de perfectionnement dans cette discipline.
L’équipôle du pays de Landivisiau (Finistère) existe depuis le 21 janvier 2012 et accueille environ 260 chevaux chaque mois, dans toutes les disciplines équestres et toute l'année. Il compte des infrastructures pour l'entraînement aux courses de trot et de galop, trois carrières dont une pour le saut d'obstacles, et un parcours de cross. Le haras national d'Hennebont (Morbihan) était historiquement le haras desservant le sud. Spécialisé dans le cheval Breton et l'attelage, il ouvre en 1999 un « Espace Découverte du Cheval en Bretagne ». 30 000 visiteurs assistent à ses spectacles et visitent son musée chaque année, dont 15 000 pour les manifestations. L'été, il devient une scène de spectacle au niveau national. Depuis 2007, un syndicat mixte gère le site. Le stade équestre du Val Porée à Dinard (Ille-et-Vilaine), qui constitue le cinquième pôle hippique de Bretagne, est considéré comme l'un des cinq plus beaux terrains de concours d’Europe. Il accueille de grandes compétitions, notamment en saut d'obstacles.
En dehors des cinq équipôles, des chevaux Bretons sont visibles à l'écomusée du pays de Rennes et à la maison du cheval breton au domaine de Ménez-Meur, dans les monts d'Arrée.

### Hippodromes

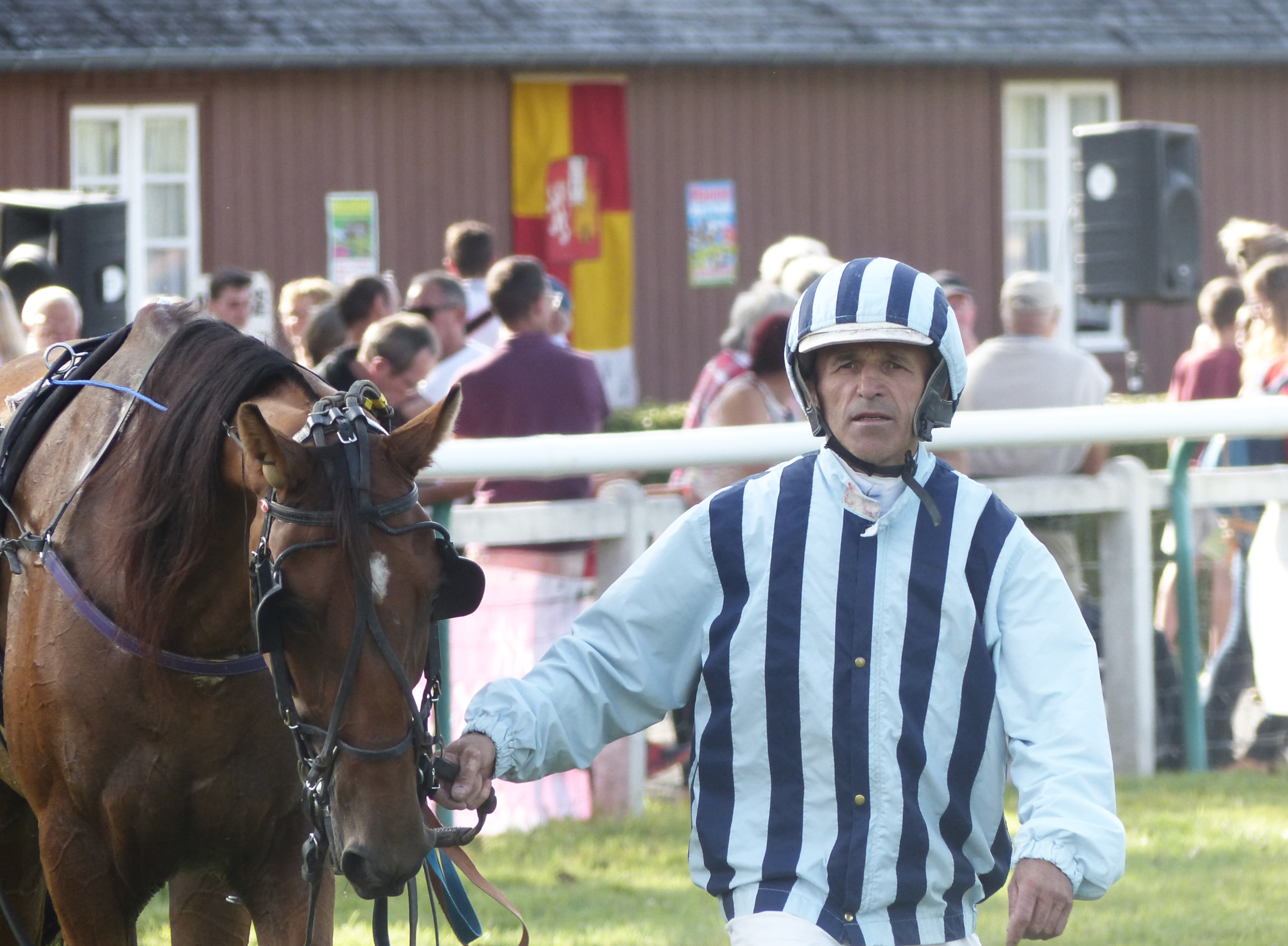
Driver et trotteur à l'hippodrome de Saint-Jean-des-Prés sur la commune de Guillac, près de Josselin.

La Bretagne compte aussi de très nombreux hippodromes, assez inégalement répartis sur le territoire. Vingt-neuf sociétés de courses s'occupent des hippodromes bretons. Les plus actifs sont ceux de Saint-Brieuc (Hippodrome de la Baie), de Saint-Malo (Hippodrome de Marville) et de Maure-de-Bretagne (Hippodrome des Bruyères), qui organisent dix réunions par an.

### Manifestations
De nombreuses manifestations équestres sont organisées toute l'année. Le pays de Landivisiau propose depuis 2009 le « mois du cheval » en mai, avec de nombreuses animations et démonstrations. À Loudéac, la fête du cheval est l'occasion de voir tous les types de chevaux bretons dans une démarche de valorisation de la culture régionale : elle rassemble environ 220 chevaux et une trentaine d'attelages le second dimanche d'août. Il existe aussi une fête du cheval à Guer depuis 1991, mêlant le cheval, la musique et les traditions, notamment la langue gallèse. À Landerneau, la fête du cheval organisée depuis 1988 mêle défilé d'attelages et musique traditionnelle. Il s'agit de la renaissance d'une fête plus ancienne, organisée en 1948 par le photographe Yan de la Fosse-David au profit de l’élevage du Breton. Elle avait attiré plus de 25 000 personnes au stade Kerbrat.
Les chevaux de Bretagne sont également présents au salon international de la production animale à Rennes (SPACE), et au salon du cheval de Morlaix, qui a reçu plus de 8 000 visiteurs en 2013.

## Culture

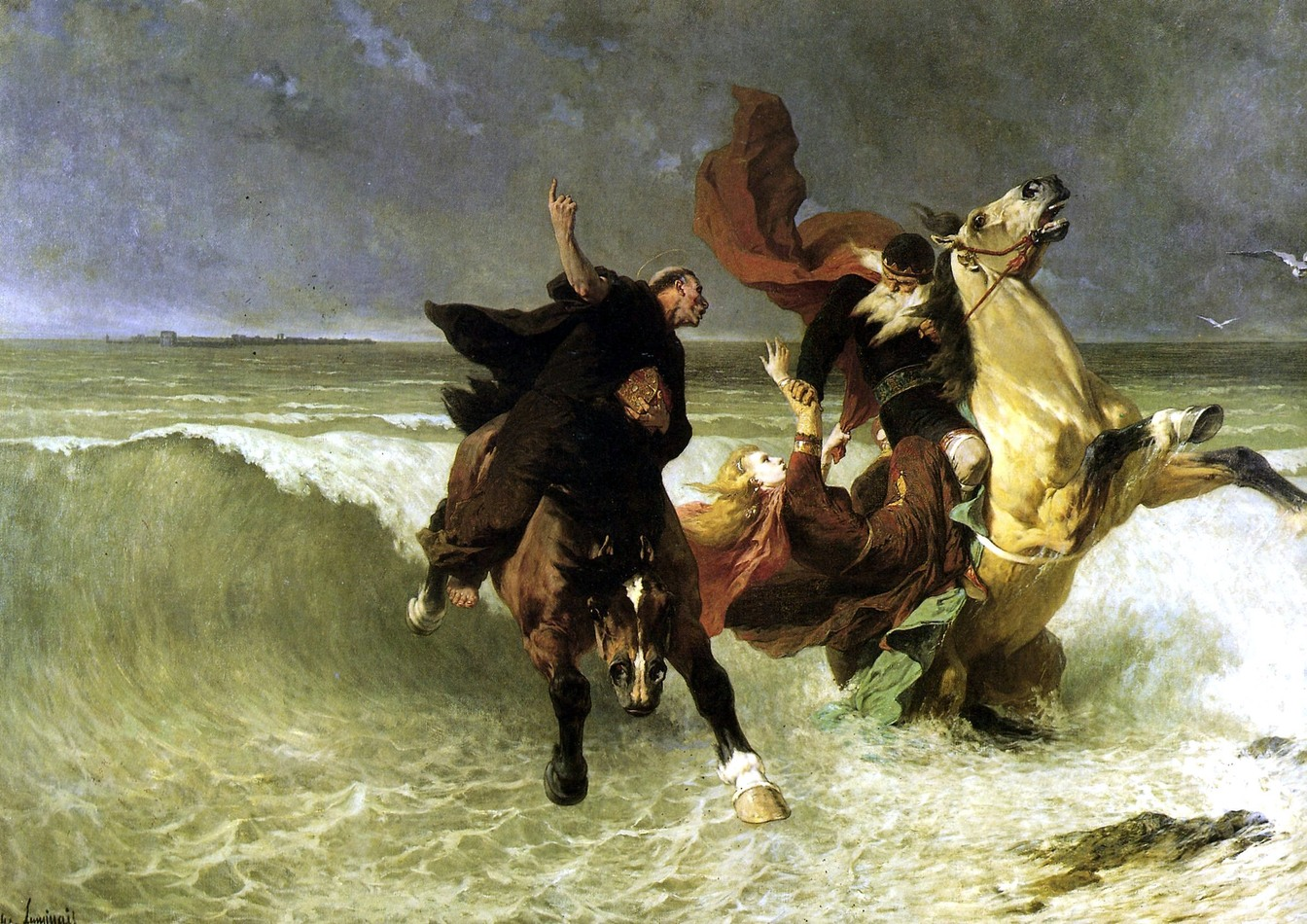
La fuite du roi Gradlon, selon Évariste-Vital Luminais, vers 1884, musée des beaux-arts de Quimper. Le cheval de droite est censé être Morvarc'h.

Un statut culturel particulier est accordé au cheval en Bretagne, lié à l'attachement pour l'animal. Outil de travail et objet d'orgueil, le cheval s'associe à tous les événements de la vie, notamment les pardons. Le marché touristique européen entraîne désormais une « folklorisation » de ces traditions. Contes et chansons évoquent souvent le cheval, généralement lié à l'élément eau et particulièrement aux vagues de la mer. L'animal sert aussi le Diable et la mort (l'Ankou). Dans les contes, le cheval joue généralement le rôle du protecteur magique d'un héros.
Morvarc'h (le cheval de mer) et le roi Marc'h (le roi aux oreilles de cheval) sont présents dans les traditions bretonnes. Des attestations de la légende du cheval Mallet existent en Loire-Atlantique. Le breton et le gallo incluent du vocabulaire équestre, avec de nombreux dialectes. Des toponymes sont composés à partir des mots marc'h (cheval en langue bretonne) et cabal (cheval en latin), particulièrement dans la Cornouaille. Parmi l'armorial des différentes communes, le cheval et les éléments équestres sont surtout présents en Basse-Bretagne, correspondant au département du Finistère. En 1975 paraît Le Cheval d'orgueil, un livre largement autobiographique de Pierre-Jakez Hélias, qui connaît un grand succès et entraîne une polémique avec Xavier Grall, qui répond à l'auteur dans Le Cheval couché en 1977. Le Cheval d'orgueil est porté à l'écran en 1980 par le réalisateur Claude Chabrol.

#### Fonds ancien
- [Houël 1842] Éphrem Houël, Traité complet de l'élève du cheval en Bretagne, E. Tostain, 1842 (lire en ligne).
- [Moll et Gayot 1861] Louis Moll et Eugène Nicolas Gayot, La connaissance générale du cheval: études de zootechnie pratique, avec un atlas de 160 pages et de 103 figures, Didot, 1861, 722 p. (lire en ligne).
- [de Verchère 1890] Louis de Verchère, Essais sur l'élevage du cheval en Bretagne, Rennes, A. Le Roy, 1890. Ouvrage rare disponible à la bibliothèque des champs libres à Rennes, cote 62534 FB
- [Cornic 1897] Martial Cornic, Le cheval en Bretagne, Landerneau, Desmoulins, 1897. Ouvrage rare disponible à la bibliothèque des champs libres à Rennes, cote 91866 FB
- [Gast 1907] A. Gast, Essai sur la Bretagne hippique : le postier breton, le cheval de trait, le cheval de sang, Paris, C. Amat, 1907, 80 p. (OCLC 54143326)Prix agronomique de la Société des agriculteurs de France
- [Saint-Gal de Pons 1931] Antoine-Auguste (Commandant) Saint-Gal de Pons, Origines du cheval breton. Le Haras de Langonnet. Les Dépôts de Lamballe et d'Hennebont. Le dépôt de remonte de Guingamp, Quimper, Celjoarion, 1931 (lire en ligne).

#### Sources universitaires
- [Boekhoorn 2008] Nikolai Boekhoorn, Bestiaire mythique, légendaire et merveilleux dans la tradition celtique : de la littérature orale à la littérature écrite : Thèse de Breton et celtique sous la direction de Gwendal Denis et Pádraig Ó Riain, Université Rennes 2 Haute Bretagne et University college Cork, 2 juin 2008 (lire en ligne).
- Jacques Charpy, « Les chevaux bretons au XVIIIe siècle », Bulletin de la société archéologique du Finistère, t. 87,‎ 1961, p. 3-31 (présentation en ligne)
- Jacques Charpy, « Les haras de Bretagne sous l'Ancien Régime (1666-1790) », Mémoires de la Société d'histoire et d'archéologie de Bretagne, t. 43,‎ 1963, p. 85-154 (présentation en ligne)
- Joelle Corre, Landivisiau, capitale du cheval Breton au XXe siècle, Brest, Mémoire d'histoire contemporaine - université de Bretagne occidentale, 1993 (résumé)
- J. Houdus, L'Élevage du cheval en Bretagne... : Thèse de méd. vétérinaire, Paris, Rennes, Impr. réunies, 1941, 64 p. (OCLC 459423565)
- [Lizet 2003] Bernadette Lizet, « Mastodonte et fil d'acier. L'épopée du cheval breton », La ricerca folklorica Retoriche dell'animalità. Rhétoriques de l'animalité, no 48,‎ 2003, p. 53-70 (lire en ligne)
- Yvon Le Berre, « Les grandes étapes de la création du cheval Breton », Ethnozootechnie, no 30,‎ 1982, p. 15-26 (ISSN 0397-6572)
- [Le Berre 2013] Yvon Le Berre, « Chevaux », dans Dictionnaire du patrimoine breton, Presses universitaires de Rennes, 2013, 2e éd. (ISBN 978-2-7535-2778-2).
- [Mulliez 1999] Jacques Mulliez, « Essai sur le rapport éventuel entre « révolution agricole » et utilisation du cheval de labour », Annales de Bretagne et des pays de l'Ouest, t. 106, no 1,‎ 1999, p. 87-99 (DOI 10.3406/abpo.1999.4016, lire en ligne, consulté le 24 mai 2014)
- [Roche 2008] Daniel Roche, La culture équestre de l'Occident XVIe-XIXe : L'ombre du cheval, t. 1 : le cheval moteur, Essai sur l'utilité équestre, Paris, Fayard, 2008, 479 p.